# 南梨央奈
南 梨央奈（みなみ りおな、1992年12月23日 - ）は、日本のAV女優。
静岡県出身、ループエンターテイメント所属。

## 略歴
2011年9月に18歳でKUKIよりAVデビュー。12月以降は企画単体女優として活動中。BRW108のメンバーでもある。
デビュー当初は茶髪、メイクも濃いめのギャル系女優であったが、2012年ごろを境に黒髪ロリ系に転向。
2014年、セガのゲーム「龍が如く」のキャラクター化をかけたセクシー女優人気投票にエントリーし、11位に選出され「龍が如く0 誓いの場所」への出演権を獲得した。
2015年9月25日、ニコニコ生放送トイズハートプレゼンツ「南梨央奈の「大人の時間」ぷらすあるふぁー！」で単独パーソナリティとして放送開始
2015年10月2日、本人がデザインしたTシャツやオリジナルアパレルブランドMinarioを販売するEコマースサイトの Minario Storeがオープン。
2015年12月23日ニコ生放送の南梨央奈の「大人の時間」ぷらすあるふぁー！にてバナナを食べるシーンが、蘋果日報 (台湾)などの台湾メディアに取り上げられる。
2016年4月20日、本人を象った初のオナホール「僕の南梨央奈」がトイズハートより発売。
2016年8月5日から7日まで、2016第五屆台灣成人博覽會に出演。
2016年8月27日に24時間オナニーマラソンを実施。
2016年9月3日、新宿ロフトプラスワンにてトークイベント「トイズハートプレゼンツ南梨央奈の穴があったら入りたい」開催。
2016年11月27日、Twitterのフォロワー数が13万人を突破した記念で、無料ハグ会を新宿にて実施、約500名のファンとハグを行う。
2017年1月18日、パンクバンド、挫・人間のメインボーカルとして配信限定シングル『☆君☆と☆メ☆タ☆モ☆る☆feat. みなりお（南 梨央奈）』をリリース。
2017年2月11日、大阪ミナミLoft PlusOne Westにてトークイベント「南梨央奈と大人の時間すごさへん？〜ハナテン中古車センターに愛を込めて〜」開催。
2017年4月1日、新宿レフカダにてトークライブ「PPPとみなりおと」開催、メインパーソナリティを務める。以降、ほぼひと月ごとに定期開催(全10回)。
2017年6月25日、初の写真集「南梨央奈1st.写真集 みなりお。」が発売
2017年11月16日、AVOPEN2017「VR-1グランプリ」にて2位を獲得。
2017年11月15日、スカパー!アダルト放送大賞2018女優賞パラダイステレビHD(ch.946)代表としてノミネート。
2018年3月25日、「PPPとみなりおと〜THE FINAL〜」開催。定期開催としての最終回。
2020年8月1日「東梨央奈」（あずまりおな）名義で「初花 東梨央奈 デビュー ～ありのままの「私生活」～」をリリース。東は南梨央奈を尊敬するミステリアスな別人とされた。
2021年2月、ゲオTV「バレンタインチョコを貰いたいAV女優！アンケート」第3位を獲得。
2024年12月20日、東京・阿佐ヶ谷ロフトAで行われた「LOOP presents 10周年メモリアルトークLIVE」に出演。

## 人物
- 名前をよく「南梨 央奈」と間違えられる[35]。
- 趣味は料理、猫と遊ぶこと。性格はマイペース、ネガティブ[36]。飼っている猫の名前はうに（スコティッシュフォールド）。嫌いな食べ物はパクチー[6]、お酒が好き[37][38](銘柄は角ハイボール、淡麗グリーンラベル)。
- 後述するようにイベント開催が多く、女性ファンも多いのが特徴[39]。
- 2013年より毎年「7月21日はオナニーの日」として30分間に電動マッサージ機だけで何回イケたかという報告（通称：電マチャレンジ）を行っている[40]。20代は下着の上から、30代以降は物足りなくなったため直当て式である[40]。

## 作品

### アダルトビデオ
- 新人!ロリむっちり美少女 240分スペシャル 初花-hatsuhana- 南梨央奈 （9月9日、KUKI）
- High school days 制服コレクション（10月14日、KUKI）
- 妄想オフィス いいなりセクハラ放題OL（11月11日、KUKI）
- 中出し淫交 01（12月13日、プレステージ）
- 続・素人娘、お貸しします。VOL.38（12月22日、プレステージ）「小林莉央奈」名義

- 絶対服従 自宅で犯された女子校生（1月1日、プレステージ）
- まだまだ未熟なカラダなのにガン突きされてイキまくるちょっと人見知りする女の子（1月1日、h.m.p）
- 「真面目な女ほどヤること凄い!清楚なフリして本当はスケベな肉食看護師に 睡眠薬で寝かされている間にヤられた」 VOL.1（1月19日、DANDY） 共演：愛乃、横山みれい、桐谷あや
- 授業参観痴漢 2（2月9日、ナチュラルハイ） 共演：星野ひとみ、山本美和子、果山ゆら、他1名
- 川の字で寝ていた姉が我慢できずに漏らす喘ぎ声を聞いて発情しだす妹 4（2月9日、ナチュラルハイ） 共演：羽月希、北川瞳、上原亜衣
- 種付け女学園 ○年4組出席番号13番 りおな（2月13日、HERO）
- 彼女の家、コッソリ教えます。そのかわり、ムチャクチャな事して下さい。（2月15日、NON）
- 右も左もわからない…地方出身ウブ女子大生が超エッチなお仕事だらけの温泉旅館で生まれてはじめてのアルバイト。（2月23日、SODクリエイト） 共演：琥珀うた、他5名
- 拝啓、お兄ちゃん。（3月1日、ワンズファクトリー）
- 欲求不満な若妻は息子の友達のチ●ポに欲情する（3月5日、NON） 共演：星川なつ、airu、瀬戸夏希、木島るみ、橘実加
- 近親相姦 父との再会（3月8日、アイエナジー）
- 図書館で声も出せず糸引くほど愛液が溢れ出す敏感娘 9（3月8日、ナチュラルハイ） 共演：桃音まみる、友田彩也香、朝香美羽、秋月めい、長澤あずさ
- 高額バイトに集まってきた素人娘 vol.10（3月22日、プレステージ） 共演：14名
- 抜かずの14発中出し（3月23日、EROTICA）
- 閑静な住宅街に響くほどの喘ぎ声が聞こえ覗いてみたら…勇気を出してチャイムを押せ!!（4月5日、ナチュラルハイ） 共演：愛内希、綾見ひかる
- INSTANT LOVE 40（4月6日、クリスタル映像）
- 疲れて帰宅した独り暮らしのOLは「誰でもいいから…欲しい」フェロモンまき散らして出張ホストに変態プレイをせがむ（4月6日、NON） 共演：瀬戸夏希、airu、葛城まや、星野声奈、笠木忍
- りおな（4月13日、無垢）
- 愛娘交姦し放題!乱交付き父娘スワップの湯（5月10日、SODクリエイト） 共演：南りいさ、京野ななか、他1名
- 少女の自画撮りセックス（5月19日、ドグマ）
- 通学帽女子○学生痴漢 2（5月24日、ナチュラルハイ） 共演：春音みこ、間宮純、春日野結衣、宇佐美なな
- ビデオに出てない可愛い子と会ったその日に3発 育ちの良さと上品さを感じさせつつも隠れスケベをマル出しにして舐めハメる専門学校生（6月7日、new girl）
- キッチンテーブル下の近親相姦!食事中、母親のすぐ近くのテーブル下でバレないように父と娘が股間を足でグリグリ?（6月7日、Hunter） 共演：篠めぐみ、青空小夏、他2名
- お貸しします。（6月15日、クリスタル映像）
- 雨に濡れた体を痴漢され鳥肌が立つほど感じまくる敏感ちくび○学生（6月21日、ナチュラルハイ） 共演：愛内希、あずみ恋
- 初めてのエステで失禁するほど感じてしまった女子校生の私…。（6月21日、ATOM） 共演：4名
- SOD女子社員 AD 岡本千里「ワタシ、監督になれるなら、「友達」を口説いてみせます!」狙うは「可愛い」「美人」「ナイスBODY」の項目に当てはまる、5人のエース級「友達」のSEX映像!!（6月21日、SODクリエイト） 共演：彩瀬希、相島奈央、大島あいる、他1名
- 銭湯とつげき羞恥 銭湯の男湯にガチガチに緊張した純粋少女をお届けします!（7月10日、ブリット） 共演：4名
- りおな2（7月13日、無垢）
- 唾液☆キス魔少女（7月19日、ドグマ）
- 30代にして私が唯一緊張しないで話せる女性は家族のような付き合いをしている女子校生の姪。同級生よりも大人ぶりたい姪っ子は「Hしまくりだよ!」と嘘をついて私のチ○ポを使って「自称」超絶フェラ自慢!（7月19日、Hunter） 共演：初芽里奈、他4名
- SI ストライク・インフィニティー（7月25日、CMP） 共演：橘ひなた、あかり優
- マジックミラー号 童貞さん限定!ふれあい筆おろしソープ♥ 本気で童貞を卒業したい素人さんだけ大募集!ヌルヌル密着プレイで世界でいちばん幸せな初体験を貴方に… プレミアム特設浴場inソフト・オン・デマンド町田店（8月9日、ディープス） 共演：つぼみ、綾瀬みなみ
- 夏休みに娘の友達が遊びに来た!が、娘の部屋のエアコンが壊れてサウナ状態!暑さに耐え切れず服を脱ぎノーブラ&パンティー1枚の超無防備スタイルに。（8月9日、Hunter） 共演：ありさ、葵なつ、紡木かよ、愛葉みう
- 「揉んだら大きくなるってホント?」一年間でGカップに成長した妹のもとにBカップの友達が巨乳になる秘密を探りに我が家にやって来る。どうやら妹から揉んで大きくなったとレクチャーされ、必死に小さいオッパイを揉む貧乳うぶ娘達。（8月9日、Hunter） 共演：木村つな、愛内希、他5名
- 近親相姦!お父さんのセンズリ鑑賞 2（8月9日、アイエナジー） 共演：芹沢つむぎ、水瀬斗亜、愛内希、ひかり、神谷つくし
- ナチュラルハイ×DANDY合同企画SPECIAL第1弾 運動会痴漢（6月21日、ナチュラルハイ） 共演：立花くるみ、前田陽菜、木村つな
- キモ親父に躾けられる少女。（8月21日、MAD）
- クラスの女子からも男子からも全く相手にされていない僕。唯一話しかけてくれるのは幼馴染！幼い頃はとても活発で男勝りの性格だった幼馴染が今ではとてもカワイらしいクラスのマドンナに！そんな幼馴染が〜（8月23日、Hunter） 共演：愛内希、有村千佳、木村つな、他3名
- 中出しメス穴品評会（9月1日、MOODYZ） 共演：木下あげは、清水りさ、宮間葵
- YES!!こちら放課後お尻クラブ（9月3日、メディア総販ソレイル）
- 時を止めて近親相姦やりたい放題! 妹は僕の中出しオナホール（9月6日、SODクリエイト） 共演：宇佐美なな
- 時間よ止まれ! パート19（9月6日、V&Rプロダクツ） 共演：つくし、七瀬あさ美、内田早苗、若菜亜衣、小西美羽、河西ちなみ、今井姫華、清水りさ、前田ちえ、上原亜衣
- 野球部美少女マネージャー 監督の命令に逆らえず、ナインたちの肉棒奉仕を強要された性処理合宿（9月6日、グローリークエスト）
- 「奥さんからお兄ちゃん寝とるもん!」 嫁に嫉妬した妹が10回イカセて欲しがる濃厚な近親セックスを求めてきた家族旅行（9月6日、ナチュラルハイ） 共演：立花くるみ、小日向ゆうこ
- 小、中、そして○校生の現在もアダ名が「博士」の貧弱な僕。そんな僕の自宅には、クラスの女子がAV見たさによくやって来る。でも、いざエッチなシーンを見たらモジモジしだして頬を赤らめ、パンティー越しにもわかるくらいにビショ濡れで恥ずかしい染みだらけ! 5（9月6日、Hunter） 共演：ありさ、愛内希、芹沢つむぎ、葵なつ
- 恥ずかしながら成長した娘が超タイプ! そんな私にビッグチャンス到来！入院した私は「オシッコがしたい」とお見舞いにきてくれた娘に尿瓶を持ってもらい勃起したチ○ポを見せつけたら、娘は戸惑いつつも勃起チ○ポに興味を持ち奇跡的に発情!（9月6日、Hunter） 共演：前田ちえ、木村つな、小泉のぞみ、吉井みな、沢田あいり
- 地元でカワイイと評判の【うぶっ娘ゴルファー】に某有名ゴルフ雑誌の特集記事『未来のアイドルゴルファーは君だ!』の取材だと騙してスケベな写真を撮りまくって、Hなことを色々としちゃいました!（9月6日、ATOM） 共演：前田ちえ、他3名
- アカデミックハラスメント 女教師レズいぢめ（9月19日、クロス） 共演：糸矢めい、椎名ゆな
- ソフトクリームが美味しくなると言ってウブっ娘に媚薬をかけて舐めさせたら、犯しているのにお漏らしするほど感じていたので中出しを決行!（9月20日、アイエナジー） 共演：前田ちえ、木村つな、他1名
- バックファイヤー 四つん這いの体勢からシッポのように出たチ○ポ（10月1日、ムーディーズ） 共演：さとう遥希、大槻ひびき、森ななこ、有安真里、水嶋あずみ、木下あげは、宮間葵、向井恋、時田あいみ、上原亜衣、鮎川千里、清水りさ
- 中年サラリーマン投稿 監禁調教部屋（10月4日、グローリークエスト）
- 一度でいいからHしたい!けど勇気がない…あなたが毎晩オナネタにしている身近だけど触れられない知人女性とSEXできます!独自のノウハウで交渉!高成功率!大学の女友達/幼なじみの娘/憧れの理髪店店員（10月6日、ディープス） 共演：3名
- 「私、わざとミニスカを穿いて自転車に乗っています」超ミニスカを穿いてパンチラ全開でチャリンコを漕いでいる女の子は、その股間を見れば見るほどサドルにオマタを擦り付け感じまくる超ドM女で内心ヤラれたがっている!（10月6日、Hunter） 共演：牧瀬くらら、前田ちえ、他5名
- 授業中に勃起!? 授業が難しくて数分寝てしまって起きたら僕のチ○ポはまさかの朝勃ち状態!! 周囲にバレないように鎮めようとしていたらいち早く気づいたのが隣の席に座るクラスのマドンナ!（10月6日、Hunter） 共演：ありさ、前田ちえ、夢見あくび、他4名
- 想像してみてください、あなたは教師。10人の純真無垢な○学生と突然エレベーターに閉じ込められたら…。あなたが生きている内にやり遂げたかった10のタブー（10月6日、V&Rプロダクツ） 共演：初芽里奈、前田ちえ、松下ひかり、他6名
- マジックミラー号での再現痴漢で、拒んでいるとは一切思えないほどの即濡れマ○コ発覚!赤面しながらも、イヤとは言えずに受け入れた女子校生の発情セックス4連発!!（10月18日、SODクリエイト） 共演：3名
- 「モテない私の愛車を勝手にラブホテル代わりに使っているイケメンな男子校生の弟のことが超ムカつくけど黙っている理由は睡眠薬で寝かせている間にカワイイ女子校生の彼女をこっそり横取りしてヤれるから」 VOL.1（10月18日、DANDY） 共演：上原亜衣、芹沢つむぎ、前田陽菜、他2名
- ロリータヒロイン ロリーダーと触手生物（10月26日、GIGA）
- 女子校生制服バス痴漢（11月1日、プレステージ） 共演：栗原ゆん、中野ありさ、南ちえり
- AV女優が撮影現場に来たらいきなりSEX 即ハメ 生中出し（11月1日、グローリークエスト） 共演：椎名ゆな、青山葵、RYU、夏目優希
- 指コキ 1本の指で竿をなぞるように刺激し射精へと誘う匠の業（11月1日、MOODYZ） 共演：さとう遥希、大槻ひびき、森ななこ、宮地由梨香、木下あげは、向井恋、時田あいみ、上原亜衣、鮎川千里、武井麻希、清水りさ、有安真里、水嶋あずみ、宮間葵
- 未発達○学生 処女膜検診（11月8日、V&Rプロダクツ） 共演：初芽里奈、前田ちえ、松下ひかり、他6名
- 童貞を卒業したい男子限定のエッチな筆おろしチャンス! 20分間AV 女優に責められ続けて射精しなかったら生本番中出し童貞卒業させてあげます。（11月8日、アパッチ） 共演：児島奈央
- 放課後、優等生の女子生徒が男子生徒とディープキスしているのを目撃し、男日照りのカラダに火がついてオナニーしてしまった教師の私。それに気付いた女子生徒に脅され、レズ行為を私に強要!（11月8日、アパッチ） 共演：7名
- 家出して他に泊まる所もないウブっ子は中出しSEXも拒めない!? 2（11月8日、アイエナジー） 共演：5名
- 生中痴漢 5（11月8日、ナチュラルハイ） 共演：友田彩也香、荻原くるみ、横山みれい
- ウブちらGET 街角素人っ娘にパンチラ見せてとリアル軟派! 8（11月10日、ホットエンターテイメント） 共演：長谷川しずく、鈴木鈴、他14名
- 生強姦ザーメン真正中出し 7 （監禁凌辱されて中出しされた女子校生りおな）（11月13日、ハヤブサ）
- 時間よ止まれ!非公認STOPテスト 見せてはいけない撮影の裏側マル秘公開（11月22日、V&Rプロダクツ） 共演：河西ちなみ、前田ちえ、上原亜衣、清水りさ、今井姫華、杉菜つくし、七瀬あさ美、小西美羽、内田早苗、若菜亜衣
- 肉壷（俺専用） 書道部 りおな（11月24日、ラマ）
- ディルドピストン顔面騎乗（11月26日、メディア総販ソレイル） 共演：一ノ瀬ルカ、翔田千里、椎名みくる、杉菜つくし、小林さとみ、@YOU、中森玲子、小峰ひなた、桐岡さつき、中山エリス、星野あかり、荒木瞳、小出遥、川上ゆう、管野しずか、石川しずか
- 変態は生徒会長〜先輩と私の秘密〜（12月1日、U&K） 共演：瀬名あゆむ
- S-Cute Girls（12月7日、S-Cute） 共演：今井ひろの、愛花沙也
- いくつになってもアイドル願望のある女性たちを騙して生ハメザーメン中出し 2（12月13日、ハヤブサ） 共演：3名
- レズレッスン 〜ベテラン女優によるカメラの前でレズ授業〜（12月13日、U&K） 共演：波多野結衣、小早川怜子、森ななこ、水嶋あずみ、瀬名あゆむ
- 女子校生ぬる×2おま●こオナニー VOL.13（12月14日、虎堂） 共演：河純ひなみ、友田彩也香、渡里麻穂、木崎実花、橘なお
- 下品であることが紳士淑女のたしなみである世界（12月20日、ディープス） 共演：竹内紗里奈、松下ひかり、七瀬あさ美、岩佐あゆみ
- 全てを見渡す超展望アングル 3年B組 大乱交学園（12月20日、SODクリエイト） 共演：宇佐美なな、羽月希、沙藤ユリ、若菜亜衣、河西ちなみ
- 派遣メイド家政婦さんにイヤらしい事いっぱいさせました! りおな（12月23日、サムシング）

- 野外羞恥調教（1月1日、中嶋興業）
- レズ折檻 出来損ないの喜劇（1月13日、U&K） 共演：宮村恋、青山真希
- 拘束椅子トランス（2月19日、ドグマ）
- 「カップル限定」マジックミラー号の中で、自慢の彼女を「寝とって」真正中出し！ 7（7月18日、SODクリエイト） 共演：葵こはる、祐花凛、上原結衣
- 縄・少女監禁（7月24日、ドグマ）
- 痴漢されても拒めない汗だく夏服娘を感じさせろ！！〜ホットパンツ、浴衣、マキシワンピ、日焼けJK〜（9月5日、ナチュラルハイ） 共演：小西まりえ、桐原さとみ、桜咲ひな
- 満員電車内、目の前に来た女性が超カワイくてたまらず勃起！通勤ラッシュで混雑してる電車内。押しに押されてたどり着いた先は…超どストライクの女子校生の目の前！髪の毛の匂いを嗅いでるだけで我慢の限界！たまらず勃起！！電車の揺れで何度も女の子のお尻に（10月10日、ハンター） 共演：春原未来、他
- 敗戦国の女5 鎖股縄虜囚姫 奴隷娼婦オークション（10月19日、シネマジック）
- 牝いろありす（11月13日、色眼鏡）
- 年末年始に久しぶりに実家に帰省した僕。昔一緒に良く遊んだ従姉妹のコがすっかり大人になっていて、しかもとっても可愛い。みんなの目を盗んで、こっそりヤッちゃいました！2（12月27日、スクープ） 共演：尾上若葉、大槻ひびき 他2名

- ボディソープに媚薬を入れた結果…。我が家に泊まりに来る娘の友達がみんなカワイイのでムラムラを抑えきれない父親の私は、浴室にあるボディソープに媚薬をこっそり入れている。（1月23日、ハンター） 共演：篠宮ゆり、他
- 放課後に何もすることがないので学校の図書室に行ってみたら、本の整理を行う清楚でマジメ図書委員女子の無防備な純白パンチラを見てしまった！ 目をそらそうと思ってもパンツに釘付けなボクは、思わず勃起…。（1月23日、ハンター） 共演：他
- 同窓会の惨劇！集団しびれ薬！学生時代から溜まっていたボクの怒りはとうとう爆発！（3月6日、アパッチ） 共演:：他
- 娘の可愛らしいオッパイが丸見え！！家族旅行で行った温泉旅館で親子三人久しぶりに川の字で寝ることに！あまりにもどストライクに成長した娘は寝相が悪く、浴衣から可愛らしいオッパイが丸見え！！（3月6日、アパッチ） 共演：さとう遥希、他
- プライドを傷つけられた女子が、好きでもない僕のチ○ポを奪い合いラッキー3P！（3月20日、ハンター） 共演：葵こはる、芹沢つむぎ、安達柚奈、有本紗世、西園寺れお、篠宮ゆり
- お尻の解禁。アナルはもう一つのマ○コだと教えられる。南梨央奈 つるつるパイパン（4月1日、ミニマム）
- 掃除も自炊もまったくしない男臭い四畳半に住む僕が、掃除専門の家政婦と料理専門の家政婦を同時に雇って、一生懸命仕事をしている横でAVを見せつけたら、2人ともエッチな画面に釘付け！しかも発情しちゃったらしく、まさかの3Pまでヤれました！！（4月10日、ハンター） 共演：葵こはる、山本美和子、他8名
- いじめっ娘はまさかの処女だった！！去年まで女子校だった○校に入学したらクラスには男がたったの3人！バラ色の○校生活が待っていると思ったらそこで待っていたのは酷く陰湿ないじめ（4月10日、アパッチ） 共演：篠宮ゆり、他
- ラッキー☆スケベ ウソのような夢のエロハプニングの連続！僕に巻き起こる世界一ラッキーでスケベな一日（4月24日、アトム） 共演：葵こはる、篠宮ゆり、相葉レイカ、鈴村みゆう、乙葉ななせ、百合川さら
- 清楚でうぶな美人姉とかわいくてHな妹と夢のハーレム姉妹丼3P（4月24日、SODクリエイト） 共演：鈴木心冬
- 女先輩にHの練習だからとお願いしまくって素股してたら「あっ！生で入っちゃった！」気持ち良いからそのまま中出し（5月15日、ロータス） 共演：春日野結衣、他
- 酔い潰れた女に手を出したら声を押し殺して感じ始めた 2（6月19日、アキノリ） 共演：椎名みゆ、湊莉久、二宮ナナ
- 酔った女子の唇がボクの目の前1cm！！小、中、高と女性と全く接点がなかった根暗なボクの人生が都会の専門学校入学をきっかけに一変！！（6月19日、アパッチ） 共演：他5名
- お兄ちゃん！一生のお願い！私のアソコに指入れて！！と今にも泣き出しそうな顔をして僕に助けを求めてきた妹。部屋にある物をマ○コの中に入れてオナニーしていたら自分では取り出せなくなったらしく勇気を出して僕にお願い。（6月19日、アパッチ） 共演：板野有紀、葵こはる、他
- 媚薬マスク通学バス お嬢様女子校近くのバス停で媚薬を大量に染み込ませたマスクを試供品として配り、超満員のバス車内で失禁するほどイカせまくり有無を言わせずチ○ポ挿入！（6月19日、アパッチ） 共演：桜木郁、夏海いく、他
- 極太ディルドオナニーでマン汁垂らす女子校生（6月19日、ゑびすさん） 共演：大森玲菜、神田るり、ほのか夢
- 聖姦獄学園（6月27日、TMA） 共演：友田彩也香、愛代さやか
- 連続中出し痴漢 超満員電車でウブ女子校生が連続中出し痴漢で身も心も精子の熱さでド淫乱に豹変！！（7月10日、アパッチ） 共演：5名
- 素人ナンパ ラップ1枚隔ててオナニーのお手伝いをしてくれませんか？（7月10日、アイエナジー） 共演：他3名
- 時間よ止まれ！番外編SP総集編（7月24日、V&Rプロダクツ） 共演者多数
- ショック!!朝起きたら何故かおちん◯んが生えていた!!しかもビンビンに朝勃ちまで!! (7月24日、ROCKET) 共演:西園寺れお (監督兼任)、加納綾子
- 校則で『女は、男性器を勃起させ、射精させること』と定められた学校（7月25日、おかず。） 共演：保坂えり、臼井あいみ、葉月可恋
- 一人暮らしを始めた僕を訪ねて姉が上京。十年ぶりに同じ布団で寝るも、クーラーは故障…暑さと緊張で寝付けない僕に、寝返りを打った姉の汗だくおっぱいが顔面直撃！！（7月25日、スクープ） 共演：佐々木恋海、横山みれい
- 山梨県○谷 田舎の混浴温泉で出会った 地元のパイパン○学生たちは都会のデカチンに興味津々 初めて見るギン勃ちち○ぽを未成熟なおま○こにねじ込まれ中出し大乱交（8月7日、ディープス） 共演：小西まりえ、有本紗世、臼井あいみ、篠宮ゆり
- 夏休みに妹が友達を連れて帰って来たが、部屋のエアコンが壊れて温室状態に！扇風機の風なんかじゃ全然涼しくならず汗だくのままなので、上着を脱ぐわ、スカートをめくるわでパンチラ、乳首チラしまくり！（8月7日、ハンター） 共演：一之瀬すず、篠宮ゆり、他5名
- 新・娘よ、俺の子供を産め！近親相姦大家族5姉妹に夜這い中出し（9月12日、V&Rプロダクツ） 共演：愛須心亜、あゆみ翼、彩城ゆりな、檸檬.
- ウイスキーボンボンを食べてまさかの泥酔！？ つい最近会社をリストラされ失業中の私は日々自宅でゴロゴロ。そんな状況でも娘はお構いなしに家に友達を連れてくる。たまには差し入れでもと思い「ウイスキーボンボン（ウイスキー入りチョコ）」をおやつに出したら…（9月6日、ハンター） 共演：他
- 人生60年、結婚はおろか一度も彼女が出来た事ないワシに初めてのモテ期が！！今までまともに勉強して来なかったワシは意を決して夜間の定時制●校へ入学したら男はまさかのワシ一人！！（9月6日、ハンター） 共演：篠宮ゆり、佳苗るか、初芽里奈、他
- キッチンテーブル下の近親相姦！食事中、母親のすぐ近くのテーブル下でバレないように父と娘が股間を足でグリグリ？（9月6日、ハンター） 共演：篠めぐみ、青空小夏、他2名
- 貧乳に悩む妹と包茎に悩む兄が思い切ってナイショの性相談！ため息ばかりの兄妹が悩みを告白しあったのだがお互いが「なんだそんなことか」とバカにしあい遂には兄妹喧嘩。（9月25日、ハンター） 共演：一之瀬すず、他
- 催眠緊縛女子校生（10月10日、REAL） 共演：水樹心春、原千草、小西まりえ
- いいなずけ争奪！マウンティング4姉妹と夢のルームシェア（10月25日、kawaii*） 共演：宮崎あや、川村まや、原千草
- イラマチオ 最後は、のど射（11月1日、MOODYZ）
- 競泳水着 顔面騎乗2（11月5日、フリーダム） 共演者多数
- エロ家庭教師NO,1決定戦！ノーカット45分一本勝負！女優さんに自分が最もエロイと思う家庭教師をアドリブで演じてもらっちゃいました！（11月7日、kawaii*） 共演：佳苗るか、川村まや、羽月希
- 僕のヨダレを吸いあげる接吻啜りとザーメン搾り（11月7日、ドリームチケット） 共演：本田莉子、本庄優花、川菜美鈴、百合川さら、北川エリカ、水希杏、高岡すみれ
- 例によって愛撫でイッちゃった僕のダメち●ぽをいつものように優しくお掃除&ゴックンするふりしながら丁寧におしゃぶりし続けて発射後もず〜っと勃ちっぱなしのチ●ポをそのまま挿入してマ●コで2発目を搾りとる連チャン精飲SEX 南梨央奈（11月7日、ワープエンタテインメント）
- センズリ用 美少女たちのつるりんま○こ 見せつけ挑発×レズビアン2（11月13日、アロマ企画） 共演：川越ゆい、春日野結衣
- フェラガール ホットカプセル5（11月13日、色眼鏡） 共演者多数
- 超ロリ童顔のパイパン美少女 無毛のワレメに性遊戯中出し（11月16日、ケー・トライブ）
- ノーモザイク・レズれ！（11月19日、ケー・トライブ） 共演：上原亜衣、波多野結衣、北川エリカ、内村りな、綾川まどか、木村つな、杏美月
- フェザータッチ手コキ 密着の吐息（12月13日、アロマ企画） 共演：原美織、あいかわ優衣、小川めるる、塚田詩織
- 挑発パンチラBOX（12月13日、アロマ企画） 共演：小川めるる、舞坂仁美、倉科もえ、秋川美紀、原美織
- AJOI 究極の完全主観オナニーサポートDVD 2（12月13日、アロマ企画） 共演：広瀬奈々美、西園寺れお、あいかわ優衣、内村りな
- 南梨央奈の3穴レイプファン感謝祭（12月19日、エムズビデオグループ）
- 絶対妊娠！ガン反り生チ○ポで孕ませ中出しSEX！ 南梨央奈（12月25日、本中）
- ムチムチの太ももと、エッチな指先で手コかれちゃった僕。（12月25日、アロマ企画） 共演：上原花恋、涼風ことの、木村つな、檸檬.

- 異常監禁 南梨央奈 (1月8日、アイエナジー)
- 妄想アイテム究極進化シリーズ ボディジャック7 Evolution 憑依ケータイアプリ編〜幽体離脱で女のカラダを乗っ取ってエロくてダークな憑依レズ天国〜 (1月8日、ROCKET) 共演:波多野ゆい、阿部乃みく、星野あかり
- 孕ませの館 種付けプレス 小柄な美少女たちが巨体のキモオッサンに乗っかられ逃げられない強制中出し (1月22日、SODクリエイト) 共演:愛須心亜、佳苗るか
- トリプルレズビアン 17 (1月23日、クリスタル映像/TOMAHAWK) 共演:上原花恋、工藤美紗
- 私、本名でセックスしてました。 (2月6日、無名時代)
- 女の子同士のイチャイチャにチ○ポだけ混ざれる!女子高生ゆりもえスペレズAV (3月19日、SODクリエイト) 共演:白咲碧、鶴田かな、桜木郁
- 挑戦100人抜き 南梨央奈 (3月19日、ROCKET) ※監督兼任
- 恥じらい近親レズ! 貧乳に悩む妹えりかの超敏感な乳首を執拗に責め上げる・・・ (4月19日、ROCKET) 共演:森絵利佳
- 妄想アイテム究極進化シリーズ THEボディジャック REBORN〜エロくて楽しい幽体離脱〜 (6月18日、ROCKET) 共演:広瀬うみ、卯水咲流、裕木まゆ、川上ゆう
- Best of 南梨央奈 (7月4日、アウダーズジャパン) ※総集編
- Best of 南梨央奈 2 (10月2日、アウダーズジャパン) ※総集編
- 豪華共演!紗倉まな&超人気女優たちがイカせてくれる 夢のハーレム逆3Pスペシャル (12月24日、SODクリエイト/SOD STAR) 共演:紗倉まな、上原亜衣、初美沙希、波多野結衣、大槻ひびき

- 羞恥 発育健康診断 特別編 アナル検診 (3月5日、サディステックヴィレッジ) 共演:竹内真琴、橋本怜奈
- 最近ソソりまくる妹にイタズラ半分で大人の玩具をプレゼント!嫌がったものの、本当は興味津々らしくコッソリ試しているのを覗き見、オナニーする兄妹!互いに気づくも知らぬフリしていたが我慢出来ず、いけない事と思いながら近親相姦! (3月17日、SOSORU×GARCON) 共演:川美優香、七菜原ココ
- ザーメンごっくん専用ドMアイドル (5月6日、クリスタル映像/NITRO)
- 南梨央奈ノスベテ… 4時間 (5月13日、無垢)
- ワンルーム〜一部屋の中で移り変わる恋愛風景〜 (5月26日、GIRL’S CH) 共演:佳苗るか、上原亜衣、保坂えり
- 親がいない日、僕は妹と一日中アナルSEXまでした。 (5月27日、I.B.WORKS)
- HOW TOオナニー 私だけの本当に気持ちいいオナニー (6月30日、GIRL’S CH) 共演:広瀬奈々美、佳苗るか
- あの娘ぼくらの濃いザーメンどんな顔して飲むんだろう ガブ飲みSP 4時間 (7月1日、ドリームチケット) 共演:百合川さら、水希杏、あゆみ翼、白咲碧
- 肉便器これくしょん (肉これ)僕の肉便器十一号機ヤンデレ女子校生 りおなちゃん (仮名) (7月8日、&RiBbON)
- ベロフェラディルド (8月1日、ゑびすさん/妄想族) 共演:平清香、舞咲みくに、真田美穂
- 人気AV女優プライベート映像流出!?撮影終了後のAV女優さんマジで口説いてお酒を飲まさせてさらにこっそり媚薬を仕込んでお持ち帰り!!そのままSEXまでさせてくれるのか!?【徹底検証】PART4 (8月19日、プレステージ) 共演:阿部乃みく
- メスころがし ケツ穴&オ○○コ2穴中出し調教 (9月2日、h.m.p)
- 予備催眠SP13 (9月2日、アウダースジャパン) 共演:秋野千尋、青山葵、原千草、友田彩也香
- タンツボ少女 (9月20日、レイディックス)
- 絶対妊娠!ガン反り生チ○ポで孕ませ中出しSEX!総集編 (9月25日、本中) 共演:佳苗るか、あべみかこ、大島美緒、尾上若葉
- 盗撮!!アスリート女子!!淫らな部活動記録 (10月20日、STAR PARADISE) 共演:綾見ひなの、松浦ゆきな、星野ひびき、美波あみな
- 強制唾液天国 2 (10月25日、レイディックス) 共演:江奈るり、涼南佳奈、桜井みより、瓜生ゆな
- 南梨央奈ベスト 4時間 (11月4日、h.m.p)
- こんなお店があったらいいなシリーズ 本日開店! 流し尿麺 (11月20日、レイディックス)
- 逆ナンパ 南梨央奈 in福岡 (12月9日、ケイ・エム・プロデュース)
- 深夜27時から始まる、女を好きになる媚薬で体液ドロドロ オールナイトレズビアン (12月13日、ビビアン) 共演:波多野結衣、卯水咲流
- まぶだちレズ みなりおとしょこたん (12月19日、MARRION) 共演:みのりしょこ

- 無言接吻 台詞一切ナシ。聞こえてくるのは吐息と唾液音だけ… (1月20日、レイディックス) 共演:江上しほ、水野朝陽、川菜美鈴、麻里梨夏、光ほたる
- 神エクスタシー (1月27日、レアルワークス)
- 厳選！極上腰振り騎乗位痴女4時間BEST(1月27日、メディアステーション)共演:篠田あゆみ、川上ゆう（森野雫）、美泉咲、西条沙羅、西川ゆい、倉木志乃、松本メイ、涼海みさ、広瀬うみ、他
- パイパン中出し女子校生 4時間Vol.3 (1月27日、メディアステーション) 共演:跡美しゅり、佳苗るか、絢森いちか、埴生みこ
- 女子校の寮に男僕一人。 (2月10日、メディアステーション) 共演:跡美しゅり、麻里梨夏、佳苗るか
- 妊娠女子校生援○交際なまなかだし10連発 (2月10日、レアルワークス)
- 癒しの中出しJKソープ (3月10日、メディアステーション) 共演:跡美しゅり、佳苗るか、あおいれな
- シン・肉便器これくしょん改 近親相姦ユニットバス隔離監禁 (3月10日、&RiBbON)
- 全裸人妻ハーレム結婚性活 〜男のロマン…夢の一夫多妻〜 (3月10日、メディアステーション) 共演:波多野結衣、佳苗るか、あおいれな
- 【VR】南梨央奈 生中出しスペシャル!! VRセックスだから、すごくリアルでしょ? (3月17日、ケイ・エム・プロデュース)
- 【VR】2作品収録!!オナニーを手伝ってあげるスペシャル (3月24日、ケイ・エム・プロデュース) 共演:佳苗るか
- 【VR】2作品収録!!波多野結衣がオナニーを手伝ってあげる+集団フェラ (3月24日、ケイ・エム・プロデュース) 共演:波多野結衣、あおいれな、佳苗るか
- 【帰ってきた】おじさんぽ 16 「おじさんはキスするの好き? じゃあいっぱいしちゃおっかな…。」とか言っちゃう神カワ若妻と下町探索お散歩デート (3月25日、ビッグモーカル)
- 【VR】空前のモテキ到来!!激カワJK5人から同時告白!!エロカワJKのハーレムスペシャル (4月7日、ケイ・エム・プロデュース) 共演:あおいれな、阿部乃みく、佳苗るか、なつめ愛莉
- 【VR】KMP15周年特別企画 5人の激カワJKが僕の生チ●ポをガチ争奪戦!!即ハメ5連続中出しSEXスペシャル!! (4月7日、ケイ・エム・プロデュース) 共演:あおいれな、阿部乃みく、佳苗るか、なつめ愛莉
- お兄ちゃんと最後の中出しお泊り旅行 (4月7日、プレステージ)
- 禁断の近親相姦3P！小学生以来？久しぶりの家族旅行で温泉宿で妹二人と川の字で寝る事に!!とにかく寝相が悪い妹は浴衣がはだけまくりでいつの間にか成長した生おっぱいとパンティが見えまくり！当然勃起しまくり！当然、我慢できなくなったボクはアソコにグイグイ勃起チ○ポを突き刺していると…パンティにシミが…濡れてきちゃったのでさらに興奮したボクは寝ている妹のアソコに挿入しちゃったら… (4月7日、ゴールデンタイム) 共演:逢沢るる、星空もあ、他
- 1vs1 ノーカット1本勝負SEX 4本番 VOL.002 (4月14日、メディアステーション) 共演:北川ゆず、さくらみゆき、希咲あや
- シ●ウト40人！いつもしている本気のオナニーを自分で撮影するHなアルバイト4時間SP (4月20日、パラダイステレビ) 共演:白金せりか、山口二菜、日向千尋、沙藤ユリ 美山志穂、本庄優花、鳳生つばき、佐伯かのん、進藤しずか、相沢れおな、夏川美久、有村千穂、相葉レイカ、西尾れむ、椎名みゆ 宮崎ここね、他
- 【VR】KMP15周年特別企画 夢の10人共演!催眠術でモテまくりヌキまくり僕だけのおチ●ポハーレムスペシャル (4月21日、ケイ・エム・プロデュース) 共演:倉多まお、浜崎真緒、月島ななこ、他
- 【VR】KMP15周年特別企画 60億分の1の確率に見事当選!!超豪華10人共演 夢の極上ハーレムスペシャル!! (4月21日、ケイ・エム・プロデュース) 共演:あおいれな、阿部乃みく、大槻ひびき、他
- 【VR】放課後の教室を覗いていたら3人のJKに見つかっておま●こをじっくり見せつけられた (5月12日、ケイ・エム・プロデュース) 共演:早川瑞希、宮崎あや
- ずっぽり汗だくオナニー 40名 (6月1日、TEPPAN) 共演:甘良しずく、西川ゆい、西条沙羅、有村千佳、大場ゆい、松本メイ、神波多一花、上原亜衣、篠田あゆみ、加賀美シュナ、夏希みなみ、星空もあ、黒瀬萌衣、藤本紫媛、大島美緒、七原あかり、他
- 今夜、お隣の娘さんは一人でお留守番中です… 梨央奈ちゃん (6月6日、思春期.com)
- Hな取材かも…と分かっていながらも「友達と一緒なら…」と安心してしまった素人娘たちはどこまでエロい要求に応えてくれるのか徹底調査！ 2 素人女子大生8名収録！ (6月9日、S級素人)共演:心花ゆら、生駒はるな、桜ちなみ、羽生ありさ、水野朝陽、松本メイ、推川ゆうり
- みなりおの妄想の世界 南梨央奈 妄想変態女子のやりたい放題スパイラル! (6月20日、レイディックス)
- 【VR】焦らし早漏改善診療所 女医とナースのWフェラチオ寸止め大量発射!! (6月23日、ケイ・エム・プロデュース) 共演:羽生ありさ
- 【VR】焦らし早漏改善診療所 ナース南梨央奈の早漏改善治療【まさかの実兄と遭遇】 (6月23日、ケイ・エム・プロデュース)
- ピル飲んでも無駄無駄ァ! 妊娠するまで終わらない中出しセックス…。03 チ○ポ抜かずに10発以上ドクドク注ぎ込まれる激カワ性欲モンスター娘。 4時間SP (6月25日、ビッグモーカル) 共演:乙葉ななせ、初美沙希、牧瀬柚花、他
- 女の子をいきなり拘束して固定バイブでガックガクになるまでイカセたら、おかしくなり過ぎて愛液ダダ漏れビックビクになったのでそのまま中出し乱交 (7月1日、ROOKIE) 共演:心花ゆら、宮沢ゆかり、雛菊つばさ
- お姉ちゃんのリアル性教育 (7月6日、グローリークエスト)
- デカ尻マニアックス (7月19日、ワンズファクトリー)
- 【VR】超リアル連続中出しSEX【高精細バイノーラル3D】 (7月21日、エロタイム)
- 義母とのレズに溺れて…。〜旦那の知らない義母娘レズビアン〜 (7月25日、ビビアン) 共演:川上ゆう
- 【VR】超リアル連続アナル生中出しSEX【高精細バイノーラル3D】 (8月1日、エロタイム) 共演:小野寺梨紗
- 【VR】可愛い妹とLOVELOVE SEX (8月7日、プリモVR)
- うちの娘、家ではブラジャーを着けないので、父としてはちょっと困ってます…DX (8月8日、思春期.com) 共演:かなで自由、七海ゆあ
- あんたのスケベな夢叶えたろかSP!! (8月11日、メディアステーション) 共演:水野朝陽、水谷心音、早川瑞希、宮崎あや
- スーパーアイドル南梨央奈 完全コンプリートBEST 4時間 (8月11日、ケイ・エム・プロデュース)
- 完全拘束イラマチオ5 (8月17日、グローリークエスト)
- 狙われた母娘 娘の同級生に私も犯されました (8月19日、ワンズファクトリー) 共演:佐々木あき
- おじさんと毎日SEXしたいんです。 (8月25日、I.B.WORKS)
- 清楚系黒髪美少女へ問答無用の中出しスペシャル!4時間BEST (8月25日、メディアステーション) 共演:あおいれな、湊莉久、つぼみ、他
- Face to Face 8th season (9月7日、SILK LABO) 共演:あおいれな、大槻ひびき
- 【VR】万引き女連行!変態おしおき部屋 (9月8日、CASANOVA)
- 【VR】絶童 (9月22日、CASANOVA) 共演:森苺莉
- 神エクスタシーCOMPLETE BEST 8時間 (9月22日、レアルワークス) 共演:向井藍、星空キラリ、花咲いあん、河北はるな、あず希
- 【VR】ハズレ無し風俗店 (10月6日、CASANOVA) 共演:森苺莉
- 教えてビッグダディ!! 林下清志のHow to SEX!! (10月13日、ケイ・エム・プロデュース) 共演:大槻ひびき、阿部乃みく
- 妊娠女子校生援○交際なまなかだし10連発 Complete Memorial Best4時間 (10月13日、レアルワークス) 共演:姫川ゆうな、相原翼、河北はるな、さくらみゆき
- ミニスカートを履いたパンチラ女子校生に媚薬を飲ませると自らニーハイソックスを擦りつけながら淫らにパンツを湿らせ、カニバサミで中出しを求めた！ 3 (10月13日、V&R PRODUCE)共演:愛瀬美希、さとう愛理、水城りの
- 【VR】射精コントロール！オナ指示痴女 vol.5 (10月20日、CASANOVA) 共演:紺野ひかる
- 仲良くシェアするツインフェラチオ〜妹だから出来る息ぴったりのコンビ技！ハーレム過剰奉仕で快感飽和〜(10月20日、SEX Agent) 共演:春風未来、羽月希、あべみかこ、栄川乃亜、矢澤美々、森苺莉、あやね遙菜、なつめ愛莉、雫みあ
- 【VR】KMP VR 対面座位SUPER BEST (10月26日、ケイ・エム・プロデュース) 共演:美咲かんな、川菜美鈴、波木はるか、佐々波綾、なつめ愛莉、佳苗るか、阿部乃みく、あおいれな、大槻ひびき
- 洗体マッサージ付きお風呂SEX 4時間BEST(10月27日、メディアステーション) 共演:波多野結衣、浜崎真緒、吹石れな、大槻ひびき、湊莉久、麻里梨夏、なつめ愛莉、乙葉ななせ、吉沢あかね
- 美しい顔が絶頂に歪む表情 ハードピストン絶叫性交(10月28日、TEPPAN) 共演:椎名そら、初美沙希、一乃瀬すず、阿部乃みく、黒瀬萌衣、上原亜衣、湊莉久、森川涼花、ひなみるか、板垣あずさ
- 喉奥を犯す巨根 撃フェラチオ(10月28日、TEPPAN) 共演:神波多一花、初美沙希、椎名ゆな、春原未来、ひなみるか、二宮沙樹、大槻ひびき、森沢かな(飯岡かなこ)、紺野ひかる、千乃あずみ
- 催眠［失神］selection6(11月2日、アウダースジャパン) 共演:神青山葵、原千草、友田彩也香
- 地元じゃイケテル女子生徒が東京進出！！そんな彼女たちに都会の男が中出し洗礼！！(11月10日、メディアステーション) 共演:阿部乃みく、香椎りあ、丸山れおな
- KMP presents みりおん学園BEST〜実在するオフ会「みりおん学園」を代表する自慢の生徒たち総出演！！〜(11月10日、ケイ・エム・プロデュース) 共演:佐倉絆、阿部乃みく、佳苗るか、宮崎あや、椎名そら、なつめ愛莉、尾上若葉、浜崎真緒、浅田結梨
- シン・肉便器これくしょん美少女監禁シリーズComplete Memorial Best4時間（11月10日、&RiBbON）共演:姫川ゆうな、菜々葉、あず希、宮崎あや、桃瀬ゆり、小谷みのり
- 玩具鬼イカセ イグイグ大絶頂40連発（11月12日、乱丸）共演:椎名そら、KAORI、一条リオン、かすみ果穂、八ッ橋さい子、藤本紫媛、木南日菜、尾上若葉、波多野結衣、円城ひとみ、林ゆな、小野寺梨紗、羽月希、桜井あゆ、坂口れな、神波多一花、幸田ユマ、結城みさ、AIKA、小高里保、湊莉久、水原さな、早川瀬里奈、香山美桜、神ユキ、春原未来、三喜本のぞみ、丘咲エミリ、音無かおり、成宮ルリ、川上ゆう（森野雫）、松本メイ、武井ゆうり 美少女過ぎる女子校生
- 100人に生姦射精8時間BEST(11月10日、ケイ・エム・プロデュース) 共演:波木はるか、麻里梨夏、心花ゆら、つぼみ、愛須心亜、なつめ愛莉、成瀬心美（ここみ）、椎名そら、篠田ゆう
- デカ尻見せつけ！！ピストン騎乗位2(11月23日、ワンズファクトリー) 共演:波多野結衣、椎名そら、AIKA、水野朝陽、栄川乃亜、姫川ゆうな、二階堂ゆり、あず希、麻里梨夏、笹倉杏
- 早送り一切不要。汗だくイキグルイ騎乗位 55名(11月23日、TEPPAN) 共演:栄川乃亜、森沢かな（飯岡かなこ）、友田彩也香、波多野結衣、松井優子、二葉しずく、藤本紫媛、涼川絢音、尾上若葉、澁谷果歩、他
- REAL 喉奥凌辱イラマチオBEST3(11月24日、レアルワークス) 共演:星美りか、友田彩也香、桜井あゆ、クリスティーン、神ユキ、宮崎あや、跡美しゅり、神納花、吉川あいみ、尾上若葉、他
- パンモロで勃起させられ！まんモロで手コかれる！竿いじりを楽しむフェロモン全開お姉さん(11月24日、ケイ・エム・プロデュース) 共演:速水優香、辻井ゆう、川菜美鈴、七海りこ、あいかわ優衣、広瀬奈々美（堀口奈津美）、臼井さと美、塚田詩織、原美織、大槻ひびき、他
- 絶対不動！！拘束BEST240分(11月24日、レアルワークス) 共演:佐倉絆、椎名そら、澁谷果歩、卯水咲流、浜崎真緒、阿部乃みく、波多野結衣、内村りな、乙葉ななせ、丘咲エミリ、他
- 青春中出し 学生時代に戻ったみなりおと完全主観で「初デート、初SEX、処女喪失、初中出し」を完全再現！！ 南梨央奈(12月7日、MILK)
- 「いつまでケンカしてんの！！」実は近親相姦愛を育んでいた兄妹が喧嘩を装い親に隠れて喘ぎ声を押し殺しながら危険な中出し交尾2(12月8日、V&R PRODUCE) 共演:浅田結梨、さとう愛理、なつめ愛莉
- 【VR】KMP VR 売上TOP24 スーパーBEST(12月11日、ケイ・エム・プロデュース) 共演:美咲かんな、乙葉ななせ、篠田ゆう、麻里梨夏、蓮実クレア、倉多まお、佐倉絆、大槻ひびき、推川ゆうり、波多野結衣、他
- 【VR】だいしゅき 女子●生の抱きしめ中出しSEX 南梨央奈(12月15日、ケイ・エム・プロデュース)
- 【VR】大好き新妻 南梨央奈と裸エプロンいちゃラブSEX(12月15日、ケイ・エム・プロデュース)
- 【VR】ぷにぷに彼女とレオタード汗だく中出しSEX 南梨央奈(12月15日、ケイ・エム・プロデュース)
- 同僚OLをレズ堕ちさせる 寸止め淫語レズビアン 森苺莉 南梨央奈 〜ノンケの親友に思いを寄せるレズビアン〜(12月16日、レアルワークス) 共演:森苺莉
- M女の神髄ベスト Vol.1(12月17日、ドグマ) 共演:堤さやか、笠木忍、宝来みゆき、長瀬愛、板垣あずさ、希咲エマ（HARUKI、加藤はる希）、かすみ果穂、星川麻紀、水野朝陽、丘咲エミリ
- BAZOOKA 2017年下半期BEST 4時間完全保存版(12月22日、メディアステーション) 共演:波多野結衣、篠田ゆう、跡美しゅり、佳苗るか、斉藤みゆ、霧島さくら、西条沙羅、川菜美鈴、紺野ひかる
- BAZOOKA人気シリーズ完全網羅BEST！！8時間スペシャル(12月22日、メディアステーション) 共演:上原亜衣、波多野結衣、篠田ゆう、川菜美鈴、北条麻妃、大槻ひびき、浜崎真緒、あおいれな、初美沙希
- 【VR】5人の妹たちがラブラブ淫語を囁きながらおチ○ポみるく搾り(12月22日、SODクリエイト) 共演:あおいれな、生田みく、美咲まや、枢木あおい
- 【VR】もしも僕が女の子のカラダで、女子会に参加できたら… 紺野ひかる・南梨央奈(12月23日、ケイ・エム・プロデュース) 共演:紺野ひかる
- 女性器大図鑑100人specialDX 8時間 3(12月25日、グレイズ) 共演:跡美しゅり、宮崎あや、広瀬うみ、川村まや、美咲かんな、なつめ愛莉、花咲いあん、百合川さら、涼川絢音
- 濃厚接吻と全身唾液塗れの舐め回しフェラ手コキ。(12月27日、TEPPAN) 共演:藤本紫媛、上原花恋、跡美しゅり、広瀬うみ、美咲かんな、大島美緒、佐々木恋海（向井恋）、大場ゆい、西川ゆい、有森涼（事原みゆ）

- 【VR】徹底攻略VR 南梨央奈(1月1日、徹底攻略VR)
- 【お得セット】まとめて抜ける！拘束椅子トランス3本セットVOL2(1月25日、ドグマ) 共演:宝来みゆき、青木玲
- ぷっくりつるつるオマ●コへ狙い撃ち！！ ぱいぱん×なかだし×BEST たっぷり30人 4時間 2 (12月25日、グレイズ) 共演:土屋あさみ、AIKA、なつめ愛莉、愛須心亜、跡美しゅり、広瀬うみ、絢森いちか、上原花恋、澁谷果歩、佳苗るか、他
- 鉄板の真髄！ 汗だく性交 BEST 2(1月27日、TEPPAN) 共演:佐々波綾、初美沙希、さとう遥希、大槻ひびき、浜崎真緒、安野由美、森川涼花、希咲エマ（HARUKI、加藤はる希）、佐々木恋海（向井恋）、波多野結衣、他
- 【VR】アナタの指でイクっ◆おもちゃでイカせて 南梨央奈(1月27日、AVVR)
- 【VR】これがKMP VRだ！！超バカ売れ作品詰め合わせ大ヒット御礼SUPER BEST 番外編（ハーレムBEST）(1月29日、ケイ・エム・プロデュース)共演:宮崎あや、推川ゆうり、倉多まお、蓮実クレア、なつめ愛莉、佳苗るか、阿部乃みく、あおいれな、大槻ひびき、他
- 親がいない日、僕は妹とむちゃくちゃSEXした。8時間(1月31日、I.B.WORKS) 共演:跡美しゅり、あべみかこ、栄川乃亜、紗藤まゆ、渚なつ、矢澤美々、山川ゆな
- 【VR】僕のカノジョは南梨央奈(1月31日、TMA)
- おねだり淫語SEX！！！『私のオマ○コをめちゃくちゃにしていただけませんでしょうか』(2月1日、MILK)
- 【VR】放課後は教室でイチャラブ中出しSEXしよッ◆ 〜 南梨央奈 阿部乃みく 佳苗るか あおいれな なつめ愛莉(2月5日、ケイ・エム・プロデュース) 共演:阿部乃みく、佳苗るか、あおいれな、なつめ愛莉
- 【VR】声我慢シチュエーションオムニバススペシャル！内緒でこそこそとHすると、すごく興奮しちゃうよね！ 紺野ひかる・河南実里・南梨央奈(2月10日、ケイ・エム・プロデュース) 共演:紺野ひかる、河南実里
- タイプ別！限界勃起手コキ集(2月16日、ドグマ) 共演:篠宮ゆり、友田彩也香、音無かおり、上原亜衣、川村まや、北川エリカ、上原花恋、江波りゅう（RYU）、板野有紀、加納綾子
- 【VR】僕に夢中なカワイイ妹と子作りSEX5連発！ 南梨央奈 阿部乃みく 佳苗るか あおいれな なつめ愛莉(2月21日、ケイ・エム・プロデュース) 共演:阿部乃みく、佳苗るか、あおいれな、なつめ愛莉
- 絶対に聞こえてはいけない、絶対にバレてはいけない禁断の声ガマン寝取り映像スペシャル(2月23日、メディアステーション) 共演:紺野ひかる、天野美優、麻里梨夏
- つるりんま○こパイパン美少女 スジマンドアップ&挑発オナニー(2月23日、ケイ・エム・プロデュース) 共演:ほのかまゆ、荒木まい、初芽里奈、愛代さやか、春日野結衣、小西まりえ、彩城ゆりな、河西あみ、蛯名りな、他
- 潜在的に眠っているマゾ性を引き出す！ 拘束汗だく性交 2(2月24日、TEPPAN) 共演:澁谷果歩、桜井あゆ、有村千佳、神波多一花、千乃あずみ、愛咲れいら（原千尋）、篠田あゆみ、倉多まお、さくらえな、板垣あずさ、他
- ピル飲んでも無駄無駄ァ！スーパーベスト4時間18人SP 妊娠するまで終わらない中出しセックス…。チ○ポ抜かずに10発以上ドクドク注ぎ込まれる激カワ性欲モンスター娘。(2月25日、ビッグモーカル) 共演:水野朝陽、篠田あゆみ、紺野ひかる、松下ひかり、乙葉ななせ、初美沙希、牧瀬柚花、さくら悠、愛花沙也、他
- 鉄縛 熱くタギる冷たい野汁 南梨央奈(3月2日、ワープエンタテインメント)
- 【VR】接吻しまくり淫口よだれアイドル 南梨央奈(3月9日、ワープエンタテインメント)
- ベロチュー淫行ベスト(3月16日、ドグマ)共演:江口美貴、桃咲あい（江藤ひな）、秋月まひる（雨宮せつな、松本ルイ）、早乙女みなき（朝倉なほ）、三島奈津子、西条沙羅、千乃あずみ、神ユキ、蓮実クレア、中山理莉、他
- 競泳&スクール水着 4時間BEST(3月23日、メディアステーション)共演:栄川乃亜、推川ゆうり、水野朝陽、佳苗るか、宮崎あや、彩城ゆりな、なつめ愛莉、北川エリカ、川菜美鈴、森はるら
- 熱い接吻で互いを求め合う密着性交 2(3月24日、TEPPAN)共演:栄川乃亜、真野ゆりあ、友田彩也香、上原亜衣、艶堂しほり（遠藤しおり）、KAORI、澤村レイコ（高坂保奈美、高坂ますみ）、星空もあ、吉永あかね、他
- 全ての穴をハメ尽くす、史上最狂の3穴ファック 南梨央奈(3月31日、えむっ娘ラボ)
- Quiz 人気セクシー女優・南梨央奈に聞きました完全版〜全問正解すれば人気女優とSEXできる！(4月7日、パラダイステレビ)
- 失禁イカセ責めベスト(4月15日、ドグマ)共演:泉まりん、Rico、瞳れん、松下ゆうか（愛乃彩音、藤咲ゆうか）、妃乃ひかり、山口エリカ、辻井ゆう、羽月希、かすみ果穂
- ココで姦(ハメ)ちゃ無理!! つけねらい密着 声の出せない状況でいきなりAV撮影! 声我慢SEX4本番（4月26日、SODクリエイト）共演:白瀬ななみ
- 拘束！！緊縛！！中出し！！可憐な美少女を絶望に突き落とす鬼畜の所業BEST4時間(4月27日、メディアステーション)共演:上原亜衣、なつめ愛莉、阿部乃みく、椎名そら、湊莉久、初美沙希、佳苗るか、つぼみ、成瀬心美（ここみ）
- 常にうまのりSEX 僕だけのご奉仕メイド 南梨央奈(5月3日、MILK)
- One’s Daily Life season4.-new life-(5月10日、SILK LABO)共演:明里ともか、保坂えり / 有馬芳彦、北野翔太、夏目哉大
- 徹底スパンキング責めベスト(5月18日、ドグマ)共演:村西まりな、野中あんり、川上ゆう、妃乃ひかり、斉藤みゆ、原美織、辻井ゆう、小西まりえ、有本紗世、萌雨らめ、他
- ま○ことアナル パックリ丸出し全開ポーズ！30人(5月25日、ケイ・エム・プロデュース)共演:白石みお（白石未央）、竹内真琴、西口あられ、江上しほ、波多野結衣、佐々木恋海（向井恋）、椿かなり、新井エリー（晶エリー、大沢佑香）、麻倉みう、さくら愛々、他
- 例によって愛撫でイッちゃった僕のダメち●ぽをいつものように優しくお掃除&ゴックンするふりしながら丁寧におしゃぶりし続けて発射後もず〜っと勃ちっぱなしのチ●ポをそのまま挿入してマ●コで2発目を搾りとる連チャン精飲SEX(6月1日、ワープエンタテインメント)共演:星川麻紀、春原未来、水希杏、涼宮琴音、あゆみ翼
- アナルデリバリー 南梨央奈のアナルお貸しします(6月7日、メディアステーション)
- 【VR】はぁはぁ吐息が匂い立つ見つめ合いジュルジュルキスからのムレムレパンティ涎まみれ舐め合い、アナル丸出しで敏感粘膜を擦りあい、ぐっちょぐっちょに抱きしめ溶け合うDNA邂逅中出しSEX 南梨央奈 【高精細バイノーラル3D】(6月7日、MILK)
- 女が本気でイキ乱れる射精直前の激しい腰振りバック8時間ベスト(6月14日、ROOKIE)共演:鈴木心春、並樹ひかり、瀧本まい、手塚有紀、サリー、紺野ひかる、宇多田みか、橘蓮、佐々波綾、きみと歩実、他
- いんらんワカメ酒 南梨央奈 酔えば酔うほどエロくなる！(6月20日、レイディックス)
- 染み出るおしっこオナニー 4 おしっこ&潮吹き14回(6月20日、レイディックス)共演:玉木くるみ、安野由美、桃井桃、桑田みのり、春乃さくら
- 女が本気でイキ乱れる射精直前の激しい腰振りバック8時間ベスト(6月23日、ROOKIE)共演:：つぼみ、麻倉憂、君島みお、河南実里、小野寺梨紗、姫川ゆうな、南田みさき、森川アンナ、関根奈美、霧島さくら、他
- ロリ専科 南梨央奈 絶対攻略(6月24日、グレイズ)
- 【VR】長尺VR VRは画質が全て！！高画質 SUPAR BEST(6月29日、ケイ・エム・プロデュース)共演:天野美優、紺野ひかる、佐々木あき、春菜はな、霧島さくら、倉多まお、紗々原ゆり、佐倉ねね、君島みお、他
- ビビアン 2017年下半期コンプリートBEST 8時間 〜全作品のレズビアンセックス厳選収録〜(6月30日、ビビアン)共演:椎名そら、月島ななこ、佳苗るか、川上ゆう（森野雫）、浜崎真緒、森苺莉、水野朝陽、北条麻妃、明里ともか、白石雪愛、他
- 夜行バスNTR〜遠距離恋愛の彼女とチャラ男の最低な浮気中出し映像〜 南梨央奈(6月30日、プレミアム)
- 潮吹き大乱交 マ○コ会中出し飲み会(7月5日、MILK)共演:小西まりえ、川越ゆい
- 美尻巨尻 顔面騎乗 THE BEST(7月22日、実録出版EVOLUTION/妄想族)共演:北川瞳、小峰ひなた、つくし（大沢つくし）、風間ゆみ、葉月奈穂（葉月菜穂）、さとう遥希、上原亜衣
- 【VR】KMPVR厳選！顔面偏差値の高い最強美少女勢揃い！VR女子校生BEST！(7月23日、ケイ・エム・プロデュース)共演:藤波さとり、石川祐奈、浅田結梨、佐々波綾、あべみかこ、あおいれな、雛菊つばさ、あず希、早川瑞希、心花ゆら、他
- 【VR】豪華夢のハーレムSUPERBEST(7月26日、ケイ・エム・プロデュース)共演:あおいれな、阿部乃みく、佳苗るか、なつめ愛莉、美咲かんな、川村まや、桜ちなみ、涼川絢音、あず希、他
- 【VR】初めてできた彼女が南梨央奈、きったない俺の部屋でヤリまくる夢の性活 南梨央奈(7月30日、イエロー/HERO)
- 【VR】リアル性教育！！3D VRだから童貞でもセックスが楽しめる！ ！南梨央奈【リアル映像】(7月31日、ケイ・エム・プロデュース)
- スペレズごっくん 猫耳中出しSEX(8月2日、MILK)共演:小西まりえ
- 【VR】超リアル連続中出しSEX スペシャル ハード エディション【高精細バイノーラル3D】 南梨央奈(8月10日、エロタイム)
- 【VR】KMP VR 売上TOP25 スーパーBEST part2(8月12日、ケイ・エム・プロデュース)共演:霧島さくら、佐々波綾、玉木くるみ、麻里梨夏、吉川あいみ、白井ゆずか、佳苗るか、阿部乃みく、藤波さとり、高杉麻里、他
- 【VR】声我慢セックスVR！恋敵の女友達が寝ている隙に「みなりお」と内緒ハメハメ！ 南梨央奈(8月21日、ケイ・エム・プロデュース)
- 舌を絡ませ複数のカラダが入り乱れるレズビアン乱交 4時間(9月1日、ビビアン)共演:波多野結衣、卯水咲流、なつめ愛莉、西条沙羅、北川エリカ、篠田ゆう、竹内真琴、相原翼、玉城マイ、他
- ド変態女優たちの見せつけ自画撮りアナルオナニー(9月5日、グローリークエスト)共演:羽月希、神納花、桃瀬ゆり、鶴田かな、北川ゆず、三原ほのか、月野ゆりあ
- 【VR】キミの事、大好きだからイジワルしちゃうんだよ 南梨央奈(9月7日、あさりVR)
- 夏が終わるまで 実写版 南梨央奈(9月8日、無垢)
- レズれ！女子●生レズセックス厳選ベスト5時間 キスからエスカレートする欲情！ 制服レズ淫交たっぷりお見せします！(9月16日、レズれ！)共演:湊莉久、麻里梨夏、澁谷果歩、三原ほのか、相澤ゆりな、原美織、上原亜衣、乙葉ななせ、葵こはる（えりか）、関根奈美
- お尻大好きしょう太くんのHなイタズラ 南梨央奈(9月19日、グローリークエスト)
- 女子○生のムッチムチ太ももコキ 5時間コレクション(9月21日、OFFICE K’S)共演:飯田せいこ、沙藤ユリ、友利ルナ、なつめ愛莉、夏目優希、芹沢つむぎ、水希杏、星川麻紀、藤城なのは
- 【VR】可愛い顔して上から目線でオマンコ見せつけ(9月21日、あさりVR)
- 【VR】【鬼畜VR】超臨場感！進化型視点移動 射精公衆便女 完全固定された女子学生のま○この中に射精しろ！(9月21日、SODクリエイト)
- 「お願い！中に出して！」後先考えずに要求してしまう中出し懇願BEST 4時間(9月28日、メディアステーション)共演:逢沢はるか（黒木琴音）、逢沢るる、あおいれな、跡美しゅり、大槻ひびき、広瀬うみ、佳苗るか、早川瑞希、森はるら、宮崎あや
- 男の欲望 ありえない願望シチュエーションスペシャルBEST 4時間(9月8日、メディアステーション)共演:峰ゆり香、折原ほのか、佳苗るか、川上ゆう（森野雫）、斉藤みゆ、あおいれな、AIKA、乙葉ななせ、椎葉みくる、大槻ひびき
- 【VR】超・長尺3DVR 1週間じゃヌキきれない！ カワイすぎる女子○生9人の 密着SEX 300分(9月30日、ケイ・エム・プロデュース)共演:星奈あい、天野美優、五十嵐星蘭、七海ゆあ、なつめ愛莉、あおいれな、佳苗るか、阿部乃みく
- 中出し訳アリ女子校生(10月12日、メディアステーション)共演:玉木くるみ、、星奈あい、瀬名きらり
- AV女優 裸コレクション 第八弾(10月12日、V＆R PRODUCE)共演:君島みお、美谷朱里、天野美優、皆野あい、愛瀬美希、篠崎みお、七海ゆあ、香椎りあ、向井藍
- 肉便器公衆便所女 4時間汚物まみれ(10月26日、レアルワークス)共演:星奈あい、滝本エレナ、麻里梨夏、跡美しゅり、なつめ愛莉、星美りか、澁谷果歩、篠田あゆみ、上原亜衣、友田彩也香
- 貧乳美少女コスプレ PREMIUM BEST 8時間(10月26日、TMA)共演:あおいれな、碧木凛、あさひ奈々、跡美しゅり、篠宮ゆり、椎名そら、土屋あさみ、西田カリナ、初芽里奈、埴生みこ
- デカ尻マニアックスBEST8時間 vol.5(10月27日、ワンズファクトリー)共演:波多野結衣、河南実里、春菜はな、桐谷なお、浅田結梨
- 激吸引！丸呑み！思わず腰が引けちゃうほどの喉じゃくりフェラ4時間(10月27日、ムーディーズ)共演:優梨まいな、あべみかこ、枢木みかん、蓮実クレア、阿部乃みく、雫パイン、大槻ひびき、弘前亮子、藤本紫媛、佐山愛
- 【VR】BAZOOKAVR SUPER BEST～コスパ最強のBAZOOKAVRを発売から10本分ギュギュッといいとこだけ完全凝縮！！～(10月31日、ケイ・エム・プロデュース)共演:推川ゆうり、水野朝陽、二階堂ゆり、玉木くるみ、藤波さとり、優梨まいな、麻里梨夏、紺野ひかる、紗藤まゆ
- 姉妹で奪い合うハーレム3P連続中出しSEX どっちのオマ○コが好きなの？ 南梨央奈×川越ゆい(11月1日、MILK)共演:川越ゆい
- 【VR】パンチラ×太もも×ニーソ 絶対領域VR 2(11月2日、CRYSTAL VR)共演:枢木あおい、瀬名きらり、高杉麻里、妃月るい、跡美しゅり、八乃つばさ、南梨央奈、宮沢ゆかり
- 唾液を絡ませキスに夢中になって燃え上がる接吻レズビアンセックス4時間(11月3日、ビビアン)共演:今井真由美、あおいれな、富田あおい、小西まりえ、成宮はるあ、上原花恋、涼海みさ、優月まりな、青山はな、あずみひな、（永井みひな）
- Aphrodite 南梨央奈(11月9日、ファインピクチャーズ)
- 【VR】南梨央奈 真面目で大人しい幼なじみが間違ってエロVRをみたら…急に豹変！！なんだかスケベな痴女になってボクの事をストレートに誘惑してきたッ！(11月22日、CRYSTAL VR)
- 艶やかな黒髪が醸し出す和のエロス 厳選されたやまとなでしこたちによる魅惑のSEX4時間ベスト(11月23日、メディアステーション)共演:天野美優、羽生ありさ、若槻みづな、桜ちなみ、新井梓、上原亜衣、大槻ひびき、佳苗るか、三原ほのか
- 嫌々チ●ポを挿入され苦痛に顔を歪ませながら犯される女30人4時間BEST(11月23日、メディアステーション)共演:佐倉ねね、星空もあ、鈴木真夕、阿部乃みく、佳苗るか、なつめ愛莉、栗林里莉、木村つな、南梨央奈、枢木みかん
- 【VR】父と僕、義理の母と義理の妹で温泉旅行。夜寝ていると隣の部屋から喘ぎ声。偶然にも両親のセックスを覗き見した僕らは興奮しちゃって義理の妹と真似っこSEX。更に覗き見がバレて怒られると思ったら予想外に興奮していた義母との濃厚SEX。一夜にして親子丼頂いちゃい…(11月23日、SODクリエイト)共演:北川エリカ
- おねだりぶっかけ 南梨央奈(12月6日、MILK)
- 【VR】声我慢VR！両親がいない間にこっそり3人の妹からのハーレムプレイ！ 紺野ひかる・河南実里・南梨央奈(12月6日、ケイ・エム・プロデュース)共演:紺野ひかる、河南実里
- 【VR】これがKMP VRだ！！超バカ売れ作品詰め合わせ大ヒット御礼SUPER BEST part12！！(12月12日、ケイ・エム・プロデュース)共演:皆瀬杏樹、高嶋ゆいか、桐谷なお、星咲セイラ、倉木しおり、妃月るい、瀬名きらり、双葉良香、RISA、推川ゆうり
- あっそれダメっ！！イッちゃうぅぅぅぅっ！！！ 乳首やクリを刺激され’ながら’激ピストン！！W絶頂8時間(12月13日、ROOKIE)共演:JULIA、Hitomi（田中瞳）、柏木もも、川北りな、麻里梨夏、愛里るい、柚月ひまわり、橋本ありな、小島みなみ、AIKA
- 小便ぶっかけガブ飲みSEX 南梨央奈 ラストは壮絶！全方向から排泄される小便に溺れながら爆量飲尿ハイテンションFUCK！(12月13日、エムズビデオグループ)
- 可愛くて優等生の女子校生たちから中出しSEXをせがまれて困っている僕。4 高杉麻里 一宮みかり 南梨央奈 初音ろな(12月14日、メディアステーション)共演:高杉麻里、一宮みかり、初音ろな
- 焦らして焦らして契約をとる寸止め性保レディ コンプリートベスト8時間 永久保存版(12月14日、メディアステーション)共演:羽生ありさ、花咲いあん、広瀬うみ、かなで自由、松本メイ、綾瀬みなみ、篠田ゆう、北川エリカ、若月まりあ
- レッド突撃隊 全コンプ！480分！スペシャル！ 街角お兄さん！凄ワザをガマンできたら生中出しさせてあげま～す♪全巻パック(12月16日、レッド)共演:あおいれな、通野未帆、卯水咲流
- 【VR】エロのテクニシャンにチ〇ポをイジられ舐められ続けるダブル責めSEX BEST！！(12月19日、ケイ・エム・プロデュース)共演:霧島さくら、なつめ愛莉、麻里梨夏、宮崎あや、紺野ひかる、川菜美鈴、あおいれな、本田岬、三原ほのか、栄川乃亜
- 【VR】10穴アナル中出しFUCK(12月20日、エロタイムVR)共演:山井すず、涼海みさ、小西まりえ、咲坂花恋
- ひくひくアナル丸見え！！ 尻肉波打ちバックピストンBEST(12月22日、ワンズファクトリー)共演:あおいれな、あずみひな、（永井みひな）、君島みお、星奈あい、佐々木あき、本田莉子、笹倉杏、松下美織、栄川乃亜、桐谷なお
- 女性器×女性器=刺激10倍！！ マ●コ同士を擦り合わせてイクッ！！レズビアン貝合わせSEX4時間(12月29日、ビビアン)共演:吹石れな、桜ちなみ、日向あいり、蓮実クレア、森苺莉、水野朝陽、姫川ゆうな、野々宮みさと、浜崎真緒

- 南梨央奈4時間BEST 6本番＋完全撮り下ろしプライベート映像4編収録(1月3日、MILK)
- 【VR】高精細映像4K完全収録！『妹系激カワ美少女』があなたを見つめながら中出しSEX(1月11日、AVVR)共演:麻里梨夏、愛瀬美希、あず希、椎名そら、姫川ゆうな、栄川乃亜、紺野ひかる、乙葉ななせ、川村まや
- 南梨央奈4時間BEST 6本番＋完全撮り下ろしプライベート映像4編収録(1月3日、MILK)
- 【VR】高精細映像4K完全収録！『妹系激カワ美少女』があなたを見つめながら中出しSEX(1月11日、AVVR)共演:麻里梨夏、愛瀬美希、あず希、椎名そら、姫川ゆうな、栄川乃亜、紺野ひかる、乙葉ななせ、川村まや

- 中出し寸前の一番気持ちいい生ピストン82連発(1月13日、アリスJAPAN)共演:麻里梨夏、佐々木あき、三原ほのか、水野朝陽、篠田あゆみ、彩城ゆりな、夏希みなみ、若菜奈央、初美沙希、乙葉ななせ
- 完全拘束イラマチオBEST vol.1(1月16日、グローリークエスト)共演:あおいれな、花咲いあん、あべみかこ、麻里梨夏、関根奈美
- 発射寸前！ 我慢汁垂れ流しの気持ちいいフェラチオ160連射8時間(1月17日、ROOKIE)共演:つぼみ、有坂深雪、愛世くらら、関根奈美、波多野結衣、霧嶋りお、吉沢明歩、桜井彩、AIKA、大島美緒
- つるつるオマ●コにぺたんこオッパイの美少女達が大集合！！貧乳パイパンBEST30人4時間(1月25日、メディアステーション)共演:あゆみ翼、碧木凛、向井藍、島崎綾、百瀬ひまり、舞園にこ、土屋あさみ、篠崎みお、雪谷ちなみ、鵜久森ほの
- パイパンま○こをパックリ広げてアナルのシワまで見せつける！クリ剥きおねだり挑発 ＆ ぬるテカくちゅくちゅオナニー(1月25日、ケイ・エム・プロデュース)共演:宮沢ゆかり、川越ゆい、春日野結衣、あず希、跡美しゅり、逢月はるな、藤井くるみ、愛代さやか、星野はるあ
- 【VR】一条みお 突如家に現れた猫なお姉さんは自ら泥棒と名乗るとんでもない痴女だった！？(1月25日、CRYSTAL VR)共演:一条みお
- 【VR】小悪魔な妹に教えてもらうリアルせっくちゅ 南梨央奈(1月26日、イエロー/HERO)
- 百聞不如一見！SOD都是真的、帯大家体験情色文化的最先端―日本！改編自真実案例 影像介紹日本観光須注意事項全片中文発音 東京肉穴淫語痴女物語(2月1日、SODクリエイト)共演:波多野結衣、大槻ひびき、北川エリカ、橘メアリー、本庄鈴、林思吟
- これが日本の真心！！全身を使ってもてなしてくれる美女だらけのご奉仕BEST 4時間(2月8日、メディアステーション)共演:葉山めい、Maika（MEW）、幸田ユマ、宝田もなみ、水野朝陽、阿部乃みく、紗々原ゆり、冴木エリカ、推川ゆうり
- 【VR】これが歴代のKMPVRだ！豪華メガ盛り！！100人300分BEST2 PREMIUM SELECTION(2月14日、ケイ・エム・プロデュース)共演:佐倉絆、友田彩也香、佐々木あき、阿部乃みく、玉木くるみ、川菜美鈴、篠田ゆう、麻里梨夏、桜ちなみ、松本メイ
- 【VR】バイノーラルBEST バイノーラルで’耳勃起’でとろけて絶頂射精！！ 両耳から囁かれてなめられる 超没入感でさらにリアルセックス！！(2月14日、ケイ・エム・プロデュース)共演:美谷朱里、花咲いあん、玉木くるみ、篠宮ゆり、川菜美鈴、なつめ愛莉、優月まりな、羽月希、美泉咲、あおいれな
- 嫌嫌嫌と叫ぶ！声が出せない！無理やり犯す！輪姦拘束！ありとあらゆる凌辱犯し8時間(2月16日、ROOKIE)共演:香苗レノン、鈴木心春、真白ここ、八木美智香、RION、神咲詩織、橋本ありな、宇垣ちさと、天使もえ、美竹すず
- 制服美少女極調教(2月17日、ドグマ)共演:樹花凜（七咲楓花）、美咲結衣、野中あんり、つぼみ、芹沢つむぎ、舞園かりん、原美織、辻井ゆう、有本紗世
- ‘先生’と禁断の関係に！？32人の先生たちとイケナイSEX4時間BEST(2月22日、メディアステーション)共演:八乃つばさ、高杉麻里、桜ちなみ、吉川あいみ、水谷心音（藤崎りお）、篠田あゆみ、美泉咲、桜井あゆ、川菜美鈴
- 【VR】プライベート仲良し4人組がお酒を飲みながらラブホ女子会 女同士で盛り上がって酔ってレズビアン発展！赤裸々な一部始終を覗き見VR(2月22日、ビビアン)共演:阿部乃みく、向井藍、篠宮ゆり
- 「もうイってるからぁ！」状態の無防備ま●こに怒涛の追撃ピストン中出しBEST(2月28日、ワンズファクトリー)共演:波多野結衣、佐々木あき、星奈あい、高杉麻里、森苺莉、つぼみ、あおいれな、春菜はな、美谷朱里、富田優衣
- 豪華絢爛 BAZOOKAを彩ったレジェンド女優30人 4時間(3月22日、メディアステーション)共演:大槻ひびき、北川エリカ、波多野結衣、水野朝陽、吉川あいみ、上原亜衣、跡美しゅり、宮崎あや、蓮実クレア、篠田あゆみ
- 人気作品のみが集結！！美味しいとこ取り2018年BAZOOKAベスト10 4時間(3月22日、メディアステーション)共演:高杉麻里、水野朝陽、浜崎真緒、玉木くるみ、吉川あいみ、霧島さくら、紺野ひかる、阿部乃みく、倉多まお
- 【VR】KMPVR 高画質 騎乗位 ULTRA BEST(4月3日、ケイ・エム・プロデュース)共演:波木はるか、星奈あい、澁谷果歩、中村日咲、麻里梨夏、君色花音、天野美優、長谷川まや、七海ゆあ
- 解禁！マ○コ会 飲尿 浴尿レズビアン 完全ノーカットスペシャル(4月4日、MILK)共演:小西まりえ、川越ゆい
- 【VR】KMPVR 高画質 対面座位 ULTRA BEST(4月15日、ケイ・エム・プロデュース)共演:はるか 宮崎あや 星奈あい 五十嵐星蘭 茉莉ひな 桃尻かのん 悠月アイシャ 近藤ユキ 相沢夏帆 坂咲みほ
- 【VR】KMPVR 高画質 中出し ULTRA BEST(4月17日、ケイ・エム・プロデュース)共演:はるか 星奈あい 澁谷果歩 中村日咲 麻里梨夏 君色花音 天野美優 長谷川まや 七海ゆあ
- おしっこクッキング(4月20日、レイディックス)共演:浜崎真緒 南梨央奈 さとう愛理 川上ゆう（森野雫） 乙葉ななせ みおり舞
- 【VR】顔騎天国(4月27日、ケイ・エム・プロデュース)共演:有栖るる 松井美羽 雪奈真冬 枢木あおい 天音優莉 伊藤菜桜 御坂りあ 市橋えりな 夢咲ひなみ
- 【VR】ニッポンの至宝！人気女優たちが女子校生でオナニー指示スペシャル！！南梨央奈・枢木あおい・跡美しゅり・紺野ひかる・御坂りあ(4月30日、ケイ・エム・プロデュース)共演:枢木あおい、跡美しゅり、紺野ひかる、御坂りあ
- 若いカラダが重なり合う甘い香り… 美少女×美少女 レズビアン 4時間(5月4日、ビビアン)共演:なつめ愛莉、なごみ、今宮いずみ、美咲かんな、河南実里、美谷朱里、星咲セイラ、君色華奈、瀬名きらり、御坂りあ
- C-3探偵事務所～あらゆる調査を、愛をこめて、最後まで～ ディレクターズカット版(5月9日、SODクリエイト)共演:上原千明、川越ゆい、二宮和香、南梨央奈、/、Qべぇ、鮫島、大島丈、北野翔太、長瀬広臣、有馬芳彦
- M女覚醒バイオレンス 女体玩具 240分(5月10日、h.m.p)共演:月野ゆりあ、浜崎真緒、宮崎あや、さとう愛理
- 【VR】男優歴28年、経験人数10,000人、大島丈が教えるセックスで本当に大事なこと10(5月10日、KMPVR-bibi-)共演:有栖るる
- 『無垢』特選 NTRにハマった制服少女 他人棒で絶頂する寝取られSEXにハマった少女たち 4時間(5月11日、無垢)共演:椎名そら、河南実里、大島美緒、浅田結梨、泉ののか、天野美優、森苺莉
- ツインテールが似合う無垢な美少女映像集 2枚組8時間(5月14日、I.B.WORKS)共演:跡美しゅり、あべみかこ、愛瀬美希、あまね弥生、白井ゆずか、森川ひな、宮沢ゆかり、南梨央奈、星奈あい、ひなみれん
- S級女優50人の尻肉！ケツ穴！完全制覇！ むちむちプリケツを揺らしまくる神美尻ックス！！ 8時間(5月19日、ROOKIE)共演:後藤里香 柳みゆう 水稀みり 最上りこ 君島みお つぼみ 平沢すず 西野翔 あずみひな （永井みひな） 星野ナミ
- チ○ポ大好き美少女の フェラチオ＆ディープスロートベスト(5月17日、ドグマ)共演:麻里梨夏 愛野ももな 月野ゆりあ 柚月すず 森はるら 倉多まお 山口エリカ 舞園かりん 原美織 五十嵐星蘭
- 【VR】べろを見続けるVR2(5月24日、ケイ・エム・プロデュース)共演:有栖るる はるかみらい 宮村ななこ 星川凛々花 知花みく 大槻ひびき 跡美しゅり 伊藤菜桜 天音優莉
- 【VR】ま●こ会VR?おっさん系クソメンヘラ酒飲み中堅AV女優の乱痴気騒ぎ? 川越ゆい・南梨央奈(5月28日、KMPVR-bibi-)共演:川越ゆい
- 【VR】顔面偏差値の高い美少女だけを厳選した4KHQ美少女SUPERBEST！！(6月19日、ケイ・エム・プロデュース)共演:河南実里 舞島あかり 天野美優 藤波さとり 葉月七瀬 豊中アリス 高杉麻里 あおいれな 瀬名きらり
- 鼻フックの生贄(6月25日、カリマンタン)共演:永崎文 鶴田かな 柊さき 川崎紀里恵 芹沢つむぎ 児玉るみ 小川みちる 美月優芽 上原亜衣
- 【VR】クンニVR 2(6月27日、ケイ・エム・プロデュース)共演:有村のぞみ 有栖るる はるかみらい 大槻ひびき 七海ゆあ 加藤ももか 松井美羽
- M男大好き！小悪魔ロ○ータ顔騎 サドりお 南梨央奈(7月4日、MILK)
- 【VR】【HQ超高画質】サキュバスVR?第2章?不思議な呪文で親戚の双子姉妹が搾精サキュバスに大変身！(7月15日、SODクリエイト)共演:あべみかこ
- パンティーが好きなの？それともおま○こ？お姉さんの成熟した股間を包むパンティーの中を想像しながらドピュ！(7月26日、ケイ・エム・プロデュース)共演:埴生みこ 水城えま 如月あいく 渡辺もも 南梨央奈 天野小雪 愛原れの 小滝みい菜 佐月麻央 秋川美紀
- 【VR】【HQ】超高画質 唾飲みVR-最終章・究極唾-(7月29日、SODクリエイト)共演:枢木あおい 有村のぞみ 有栖るる あべみかこ 加藤ももか 平花 南梨央奈 篠宮ゆり 宮村ななこ 相澤ゆりな
- 【VR】美少女達とDキス・唾飲み・パンティ嗅ぎ・乳もみ・アナル指入れ(8月6日、エロタイムVR)共演:山井すず 涼海みさ 小西まりえ 咲坂花恋
- 【VR】5穴アナルおもちゃ責めVR(8月10日、エロタイムVR)共演:山井すず 涼海みさ 小西まりえ 咲坂花恋
- 「もっとくっさい…精子ください」素朴で素直な美少女が小汚いオヤジたちの饐えた臭いがする大好物の精子をジュースのようにゴクゴク喉を鳴らしながらとびっきりの笑顔で一滴残らずごっきゅんする(8月30日、ワープエンタテインメント)共演：阿部乃みく、なつめ愛莉、宮沢ゆかり                                                                                                                           桜咲姫莉、篠田ゆう、清本玲奈、黒木いくみ、最上さゆき、梨々花、笹倉杏、葉月桃
- ぱっくり開いた尻穴で絶頂し続けるド級アナルマゾBEST(8月25日、えむっ娘ラボ)共演：桜咲姫莉、篠田ゆう、清本玲奈、黒木いくみ、最上さゆき、梨々花、笹倉杏、葉月桃
- 「お願い中にだけは出さないで…」 射精直前の無理やり中出しレ○プ42連発(9月1日、ワンズファクトリー)共演： あべみかこ、さとう愛理、篠崎みお、二階堂ゆり、紗々原ゆり、茜はるか、妃月るい、有坂深雪、篠田ゆう、八乃つばさ
- 【VR】HQ 劇的超高画質 南梨央奈「やめて…どうかそれだけは…」バレたら廃部…不祥事(9月4日、ブイワンVR)
- 南梨央奈のごっくん筆下ろし(9月5日、MILK)
- 【VR】飲尿JOI4 ツインテ美少女がスク水生地から溢れ出る天然水を大量に飲ませてくれる(9月5日、SODクリエイト)共演：加藤ももか
- 純粋無垢な美少女限定！ 2018年4月〜2018年9月 半期に一度の8時間 超ベスト！(9月13日、無垢)共演：河南実里、向井藍、水川スミレ、天野美優、ひなた澪、竹内真琴、深田結梨、小西まりえ、NIMO
- SISTER NUDE キミの素肌に触れたくて〜 南梨央奈(8月23日、INTEC Inc)
- 中年オヤジに性開発された黒髪制服少女 南梨央奈(9月28日、シャーク)
- 純粋無垢な美少女たちと 極上ハーレムプレイ 5時間(10月13日、無垢)共演：阿部乃みく、紺野ひかる、川村まや、浅田結梨、AIKA、涼川絢音、尾上若葉、栄川乃亜、篠宮ゆり
- M女唾イジメ(10月10日、レイディックス)共演：月野ゆりあ、優梨まいな、まなかかな、森乃ちはる
- レジェンド女優から豪華女優たちによる共演までお気に入りがここにある！！BAZOOKAユーザー支持率No.1作品30タイトル完全網羅ス ペシャル(10月25日、BAZOOKA)共演：波多野結衣、跡美しゅり、浜崎真緒、あべみかこ、なつめ愛莉、あおいれな、篠田ゆう、麻里梨夏、阿部乃みく
- 生意気な女子○生に抵抗され睨まれ罵倒されながら無理矢理●す教師(10月25日、TMA)共演：渚みつき、今井夏帆
- 中出し1000発8時間(12月1日、ワンズファクトリー)共演：つぼみ、川上ゆう（森野雫）、大槻ひびき、波多野結衣、阿由葉あみ、関根奈美、小西悠、麻里梨夏、桜井彩、枢木あおい
- 女性器×女性器でイキ跳ねる！！マ○コ同士を刺激し合って昇り詰める レズビアン貝合わせ＆双頭ディルド絶頂8時間！！(12月7日、ビビアン)共演：月島ななこ、椎名そら、早川瀬里奈、小早川怜子、朝倉ことみ、水野朝陽、笹倉杏、斉藤みゆ、星あめり、浜崎真緒
- 完全主観で楽しむ南梨央奈との新婚生活(12月1日、プラネットプラス)
- お尻大好きしょう太くんのHなイタズラBEST vol.3(12月19日、グローリークエスト)共演：紺野ひかる、波多野結衣、神宮寺ナオ、栄川乃亜、西原ゆう、七瀬あいり、NAOMI
- 【VR】KMPVR3周年記念！！中出し100人300分4KHQ超PREMIUM BEST！！(12月19日、ケイ・エム・プロデュース)共演：佐々木あき、優梨まいな、河南実里、倉多まお、倉木しおり、篠田ゆう、星奈あい、藤波さとり、飛鳥りん、阿部乃みく
- 可愛くて優等生の女子校生たちから中出しSEXをせがまれて困っている僕。4時間フルコンプリートベスト(12月27日、BAZOOKA)共演：稲場るか、加藤ももか、みひな （あずみひな、永井みひな）、阿部乃みく、さくらみゆき、乙葉ななせ、なつめ愛莉、宮崎あや、広瀬うみ、向井藍

- 【VR】KMP VR bibi 2019年ガチ売上ランキングBEST30(1月23日、KMPVR-bibi-)共演：深田えいみ、御坂りあ、今井夏帆、河音くるみ、美谷朱里、篠宮ゆり、紺野ひかる、大槻ひびき、波多野結衣、美竹すず
- くすぐりプレイ〜競泳水着拘束くすぐり〜 南梨央奈(1月31日、アドア)
- くすぐりプレイ〜目隠し拘束くすぐり〜 南梨央奈(1月31日、アドア)
- くすぐりプレイ〜くすぐり合い主観映像〜 南梨央奈(2月4日、アドア)
- むちむちデカ尻 神ブルマ 南梨央奈 ロリ美少女やぽっちゃり娘にピチピチブルマ＆体操着を着せ、ハミパン、ムレムレワレメを毛穴 まで見えるほどの超ドアップ接写！さらに尻コキ、着衣お漏らし放尿やブルマぶっかけ、生中出し等ブルマ好きに送る完全着衣フェチAV(2月6日、親父の個撮)
- TOKYO失禁ガールズ 35人のお漏らし美女(2月6日、レイディックス)共演：美咲かんな、浜崎真緒、あおいれな、桐谷なお、きみと歩実、玉木くるみ、加藤ツバキ（夏樹カオル）、卯水咲流、南まゆ
- マ○コ会、奪い愛。寝取り寝取られ修羅場NTR(2月13日、MILK)共演：小西まりえ、川越ゆい
- くすぐりプレイ〜LEOHEX足裏くすぐり〜 南梨央奈(2月17日、アドア)
- 舌フェチプレイ 南梨央奈(2月17日、アドア)
- Riona Southern Superstar・南梨央奈(2月20日、REbecca)
- くすぐりプレイ〜筆くすぐり攻め＆オナニー〜 南梨央奈(2月21日、アドア)
- くすぐりプレイ〜M男くすぐり〜 南梨央奈(2月21日、アドア)
- くすぐりプレイ〜足裏ローションくすぐり〜 南梨央奈(2月21日、アドア)
- BAZOOKAが誇る超人気女優の極上SEXベスト30選(2月28日、BAZOOKA)共演：AIKA、あおいれな、跡美しゅり、阿部乃みく、紺野ひかる、枢木あおい、倉多まお、霧島さくら、北川エリカ、佳苗るか
- 変態レズエステティシャンが禁断の性開発 ロ●ータ専門レズエステサロン(3月1日、OFFICE K’S)共演：小滝みい菜、牧瀬くらら、杏子ゆう、松下ひかり、Maika（MEW）、木村つな、桐原あずさ（伊藤あずさ）
- くすぐりプレイ〜サテン手袋でM男くすぐり〜 南梨央奈(3月6日、アドア)
- くすぐりプレイ〜電気あんま・M男くすぐり〜 南梨央奈(3月6日、アドア)
- オナニープレイ〜足裏ディルドこき〜 南梨央奈(3月6日、アドア)
- マ○コ会 極上ハーレムソープランド(3月12日、MILK)共演：小西まりえ、川越ゆい
- 【VR】睨み抵抗するも 無慈悲に犯●れる 恥辱BEST J●5名の悲劇(3月12日、ブイワンVR)共演：八尋麻衣、葉月もえ、あおいれな
- 制服美少女のパンチラに魅せられて…28名37発中出し！(3月13日、V＆R PRODUCE)共演：美谷朱里、枢木あおい、高杉麻里、あおいれな、桃尻かのん、紗籐あゆ、倉木しおり、さとう愛理、星空もあ、斉藤みゆ
- いやぁ！！だめだめだめぇぇぇっ！！！！ 中出しを嫌がり必死に抵抗する女を完全絶望させる中出し8時間（RBB-177）(3月19日、ROOKIE)共演：JULIA、篠田ゆう、西宮ゆめ、椎名そら、稲場るか、渚みつき、永瀬ゆい、根尾あかり、咲々原リン、高杉麻里
- 【VR】W共演BEST 〜2人いればエロさ倍増スペシャル〜(4月5日、KMPVR-bibi-)共演：小園梨央、星奈あい、妃月るい、美谷朱里、あまね弥生、平花、中条カノン、美甘りか、高杉麻里、泉ひなの
- クリスタル映像35周年記念 お貸しします 8時間スペシャル(4月17日、クリスタル映像)共演：月野りさ、つぼみ、小倉ゆず、雪見紗弥、大島あいる、森沢かな（飯岡かなこ）、浜崎真緒、成瀬心美（ここみ）、大沢美加（廣田まりこ）、春咲あずみ
- 濡れてテカってピッタリ密着 神スク水 南梨央奈 可愛い女子のスクール水着姿をじっとりと堪能！着替え盗撮から始まり貧乳から巨 乳にパイパン、ハミ毛、ジョリワキ等のフェチ接写やローションソーププレイやスク水ぶっかけに生中出し等を完全着衣で楽しむAV(4月23日、親父の個撮)
- SOD酒場ドキュメント ほろ酔いキカタン送迎ナンパ 南梨央奈の場合(5月1日、SODクリエイト)
- 【VR】内気で大人しい彼女の妹が実は変態肉食系なロールキャベツ女子 彼女が寝ている横で拘束されて犯●れる！ 南梨央奈(5月7日、SODクリエイト)
- くすぐりプレイ 〜バナナ舐め＆脇くすぐり〜 南梨央奈(5月13日、アドア)
- くすぐりプレイ 〜くすぐり我慢〜 南梨央奈(5月13日、アドア)
- くすぐりプレイ 〜おっぱいくすぐり〜 南梨央奈(5月15日、アドア)
- 舌ベロフェチ 〜唾垂らし＆極エロ舐め〜 南梨央奈(5月15日、アドア)
- 【VR】祭りだ！宴だ！VRだ！KMPVR-bibi-総決算 100タイトル300分激盛りBEST！！(5月16日、KMPVR-bibi-)共演：AIKA、浅見せな、有栖るる、あべみかこ、冬愛ことね、東条蒼、天音優莉、玉木くるみ、橘メアリー、平花
- 限界突破シリーズ第一弾 イラマチオ全集 喉奥限界突破100人(5月19日、ドグマ)共演：高槻れい、五十嵐星蘭、浅田結梨、本田るい、星崎アンリ、西野花梨（小柳まりん、椎名くるみ）、椎名ひかる、結城みさ、葵みゆ、有坂深雪
- M男を脚ガクガク痙攣させる立ち鬼責め痴女お姉さん 南梨央奈(5月19日、M男パラダイス)
- 「もう射精してるってばぁ」追撃男潮スプラッシュ50発BEST(6月1日、ワンズファクトリー)共演：麻倉憂、二宮沙樹、椎名そら、つぼみ、JULIA、桜井あゆ、桐谷まつり、めぐり（藤浦めぐ）、波多野結衣、春菜はな
- 痴女清掃員のゴム手袋手コキマゾ射精WASH！3(6月7日、MEGAMI)共演：山本蓮加、うららか麗、美波沙耶
- 媚薬オイルマッサージ 痴●盗撮＆中出し素人娘VOL.21 超強力媚薬を配合したマッサージオイルを施術中に知らずに塗りこまれたオンナは、身体の火照りに驚き、チ○ポを欲しがる自分に戸惑い、垂れ出したマン汁に恥ずかしがりながらも生ハメ中出しまで欲してしまう！(6月11日、西新宿マッサージ本舗)共演：高城ひかる、有花もえ、河奈亜依
- 【VR】上から目線で導いてくれる 制服姿のカワイイ美少女 超S級オナサポ JOI BEST 189分(7月4日、ケイ・エム・プロデュース)共演：跡美しゅり、紺野ひかる、御坂りあ、渚みつき、有村のぞみ、枢木あおい、茜はるか、加藤ももか、夢咲ひなみ
- 地味なオフィス清掃員はM男殺しなペニバン痴女様でした。南梨央奈(7月7日、MEGAMI)

- レズグルイ 賭けられるのは現金か女の身体…。（3月7日、ビビアン）[41]

- 火遊びに、ゆらぐ（1月28日、SILK LABO、及川大智）
- 焦がれたくちびる（2月25日、SILK LABO、及川大智）
- 真面目で大人しい小柄な後輩彼女がボクの上司のDQNオヤジに寝取られ種付けプレスで妊娠するほど中出しされまくっていた。 南梨央奈（5月12日、SODクリエイト）
- マジックミラー号 イチャ甘小悪魔南梨央奈が、彼女には言えない隠れM男の欲望を叶えて男潮スプラッシュSP（11月23日、SODクリエイト）

- 「やることないし、セックスする?(笑)」南梨央奈と杉並区で同棲中。なんでもない休日に撮った2人だけのスケベなムービー。（1月12日、SODクリエイト）
- 射精公衆便女洗脳 ～ムカつく会社の後輩を洗脳支配。全身性感帯にさせて、会社で公開SEX～ 南梨央奈（2月9日、SODクリエイト）
- 史上最凶の凌辱 人格排泄 南梨央奈（7月6日、SODクリエイト）

### イメージビデオ
- Deep Impact（2012年10月31日、spel park）「怜央奈」名義

### 写真集
- みなりお。（2017年6月25日、彩文館出版、撮影：斉木弘吉）ISBN 978-4-7756-0588-2

## 出演

### テレビ番組
- 阿部乃ちゃんねる（2015年5月10日、6月7日、2021年1月2日、エンタ!959）

### インターネット番組
- ウチの妹がこんなにエロいわけがない2（2013年10月3日、ニコニコ生放送・パラダイステレビチャンネル）
- 愛須心亜・南梨央奈【TMA】セクシー女優と〇秘トーク(ライト)（2014年4月18日、ニコニコ生放送・TMAチャンネル）
- FX戦士ホリダム（2014年6月6日 - 2015年4月17日、ニコニコ生放送、USTRE/AMAKIBA 伝えたい！放送局「つたほ」）※レギュラー[42]
- トイズハートプレゼンツBUBKA「きのう誰食べた」（2015年3月2日、ニコニコ生放送、USTREAM）※ゲスト出演[43]
- トイズハートプレゼンツ「南梨央奈の「大人の時間」ぷらすあるふぁー！」（2015年9月25日 - 2018年2月7日、ニコニコ生放送 オトコのカラダチャンネル）※パーソナリティ[4][44][45][46][47][48][49][50][51][52][53][54]
- エロスの晩餐 タベドリ 仕事終わりのAV女優と食事デートをしてみたら…（2018年10月16日 - 11月6日、AbemaTV）[55]
- 極楽とんぼKAKERUTV（2019年3月14日[56]、AbemaTV）

### ゲーム
- 龍が如く0 誓いの場所（2015年3月12日、セガ）ビデオの女、ビデオの女に似ている女役（2役）

### 映画
- 性鬼人間第二号〜イキナサイ〜（2018年7月20日、オーピー映画）- 日奈 役（主演）
- ピンク・ゾーン2 淫乱と円盤（2018年11月9日、オーピー映画）- 波川久美 役（主演）[57]
- スペース・エロス 乳からのメッセージ（2019年11月22日、オーピー映画）- 小津カオリ 役（主演）[58]
- 裸のタイガー エロス狩り（2022年2月11日、オーピー映画）

### オリジナルビデオ
- ガールズ・コマンドー（2020年2月4日、竹書房）- 小山内ハルカ 役[59]

### イベント
- パラダイスTV主催「PPP」。トークライブ PPPとみなりおと。メインパーソナリティ。新宿レフカダ
  - 第1回 楽しい仲間とお酒と人体実験[60][61]（2017年4月1日） ゲスト:かさいあみ、阿部乃みく
  - 第2回 みなりおらじお むらむら人生相談[62][63][64]（2017年5月12日） ゲスト:森林原人
  - 第3回 みなりお7変化 超絶コスプレ撮影会[65][66]（2017年6月10日） ゲスト:大森玲菜
  - 第4回 そうくる！？So!Cool！レフカダ怪談[67][68]（2017年8月27日） ゲスト:かさいあみ、浅田結梨、怪談家ぁみ
  - 第5回 秋の夜長のオナニートークライブ[69][70]（2017年10月1日） ゲスト:佐倉絆、涼川絢音
  - 第6回 秘密倶楽部[71][72][73][74][75]（2017年11月19日）ゲスト:小西まりえ、川越ゆい、DJ急行
  - 第7回 大忘年会[76][77][78][79][80]（2017年12月16日）MC:おお江健次 ゲスト:小西まりえ、大森玲菜、涼川絢音
  - 第8回 AVの夜明けぜよ！[81][82][83]（2018年1月28日）MC:おお江健次 ゲスト:浅田結梨
  - 第9回 オナニートーキング[84]（2018年2月25日）MC:おお江健次 ゲスト:かさいあみ、紺野ひかる、向井藍
  - 第10回 THE FINAL〜秘密倶楽部マ●コ会②[85][86]（2018年3月25日）MC:おお江健次 ゲスト:小西まりえ、川越ゆい
- 『みなりお学校3年AV組！修学旅行！〜宴会で潰れる夜〜』[87]（2018年5月20,21日）
- 新メーカMILKイベント 『みなりおが名古屋へ行くよ』[88]（2018年5月26日）
- 南梨央奈ちゃんサイン会[89](MIS秋葉原店、2018年6月8日)
- 【立ち飲み!SOD女子社員】6/23 南梨央奈 1日女子社員店長イベント[90]（2018年6月23日）
- 阿佐ヶ谷ロフトトークイベント[91][92]（2018年7月8日）
- 上野オークラ劇場『性鬼人間第二号 〜イキナサイ〜』公開記念舞台挨拶&トークショー[93]（2018年7月21日）
- MILK主催マ〇コ会イベント in 名古屋[94]（2018年7月28日）

- 2018年 第七回TAEアダルトエキスポ！[95][96]（2018年8月3,4,5日）
- 南梨央奈と大人の時間すごさへん? - 関西でのトークライブ。
  - 南梨央奈と大人の時間すごさへん？〜ハナテン中古車センターに愛を込めて〜（2017年2月11日、Loft PlusOne West）
  - 南梨央奈と大人の時間すごさへん？〜みなりおは写真集出したけどお前らの出したいものはわかってんねんで〜（2017年7月16日、Loft PlusOne West）
  - 南梨央奈と大人の時間すごさへん？〜スーパー玉出に愛を込めて〜（2018年2月18日、Loft PlusOne West）

### インタビュー
- 「南梨央奈ちゃんにオナホを触ってもらうと…？」(2015年4月17日、おたぽる)[97]
- 「超絶美少女なのにハード系作品に出演多数…今“キテる”AV女優・南梨央奈!!」(2015年9月17日、メンズサイゾー)[98]
- 南梨央奈ロングインタビュー DMM NEWS.R18
  - 「南梨央奈ロングインタビュー第1回」(2015年9月2日、DMM NEWS.R18)[99]
  - 「南梨央奈ロングインタビュー第2回」(2015年9月9日、DMM NEWS.R18)[100]
  - 「南梨央奈ロングインタビュー第3回」(2015年9月16日、DMM NEWS.R18)[101]
  - 「南梨央奈ロングインタビュー最終回」(2015年9月23日、DMM NEWS.R18)[102]
- 「麻雅庵「セクシーアイドル覗きアナ」 エロくて楽しい「南梨央奈の『大人の時間』ぷらすあるふぁー！」に潜入取材！」(2015年11月05日、東スポ 裏通りWEB)[103]
- 南梨央奈「ナマ搾りインタビュー100%H果汁」Vol.1 ファン感謝祭AVめっちゃヤリたい(2015年12月08日、アサ芸風俗)[104]
- 南梨央奈「ナマ搾りインタビュー100%H果汁」Vol.2 濃いヤツを全部飲み干したいですね(2015年12月09日、アサ芸風俗)[105]
- 【新年あけまして新連載！】新年早々に南梨央奈が話題のバイブで初オナニーをしてみたら……あまりの気持ちよさにマジイキ！！その一部始終をギリギリまで見せちゃいます 【記念すべき第1弾、南梨央奈がやってみた！】(2016年01月04日、DMM NEWS.R18)[106]
- DMM NEWS.R18【最終回にむけて怒涛の画像大量祭りじゃー！】エロすぎ注意報！まさしく神回！JULIAと南梨央奈のコンビが揃ったら、勃起必至のアダルトな夜が生まれるのです。【BSスカパー生放送midnightザップ現場レポート】(2016年03月12日、DMM NEWS.R18)[107]
- 「麻雅庵「セクシーアイドル覗きアナ」トイズハートプレゼンツ 南梨央奈の「大人の時間」ぷらすあるふぁー！はみなりおの知性と痴性が爆発しているのだ！」(2016年03月26日、東スポ 裏通りWEB)[108]
- 「麻雅庵「セクシーアイドル覗きアナ」みなりおちゃんの魅力が全開モード！直接エロワードはNGなのにギリギリの展開にオナッシーがひやひや！南梨央奈のニコ生放送！」(2016年05月10日、東スポ 裏通りWEB)[109]
- 「麻雅庵「セクシーアイドル覗きアナ」名前が冠されたオナホ！「僕の南梨央奈」完全監修したみなりおのアソコを本人が解説いたします！」(2016年05月14日、東スポ 裏通りWEB)[110]
- 「＜麻雅庵の覗きアナ＞ニコ生「南梨央奈の大人の時間ぷらすあるふぁー！」は今月も魅力たっぷり！生着替えするサービスも」(2016年06月01日、東スポ 裏通りWEB)[111]
- 「＜麻雅庵の覗きアナ＞ニコ生『トイズハートプレゼンツ 南梨央奈の「大人の時間」ぷらすあるふぁー！』10回記念はゲストも登場の豪華版！」(2016年07月04日、東スポ 裏通りWEB)[112]
- 「トイズハートプレゼンツ・南梨央奈の「大人の時間」ぷらすあるふぁー！第13回の取材記＜麻雅庵のセクシーアイドル覗きアナ＞」(2016年10月28日、東スポ 裏通りWEB)[113]
- DMM NEWS.R18【ハンパないレベルで痛い!!】「おもちゃはトイズハート」のキャッチフレーズでおなじみのアダルトグッズメーカー・トイズハートが作った「痛車」がバージョンアップ！ その磨きがかかった「痛さ」の真相を確かめるべく突撃取材を決行!! えっ？なんでここに南梨央奈ちゃんが!?(2016年12月13日、DMM NEWS.R18)[114]
- うさ耳サンタコスの南梨央奈ちゃんが鍋ニコ生＜麻雅庵のセクシーアイドル覗きアナ＞(2016年12月23日、東スポ 裏通りWEB])[115]
- 南梨央奈とみのりしょこの「まぶだちぷらすあるふぁー！」は爆笑の連続＜麻雅庵のセクシーアイドル覗きアナ＞(2017年1月20日、東スポ 裏通りWEB)[116]
- トイズハートのニコ生で南梨央奈にゃんにゃんの日に猫コス＜麻雅庵のセクシーアイドル覗きアナ＞(2017年3月3日、東スポ 裏通りWEB)[117]
- ロリ系AV女優・南梨央奈、こだわりの大人気オナホに大はしゃぎ！(2017年03月09日、メンズサイゾー)[118]
- 覚醒する妹系オナホ！ そのヒミツを妹系AV女優の南梨央奈が探ってみた!!(2017年03月17日、メンズサイゾー)[119]
- 穴の入り口がリアルすぎ！ 自分のオナホに照れまくるAV女優・南梨央奈(2017年03月30日、メンズサイゾー)[120]
- 【トイズハートプレゼンツ・ニコ生放送再現レポート】南梨央奈ちゃんが親友の川越ゆいちゃんを迎え下ネタトーク全開！ 『食ザー』の話から理想のセックス話など1時間ノンストップエロトークをここに再現!!(2017年5月24日、デラべっぴんR)[50]
- 【動画あり！ 南梨央奈の「大人の時間」ぷらすあるふぁー！ニコ生放送レポート】スカパー！アダルト放送大賞女優賞ノミネートの南梨央奈ちゃんから独占動画メッセージが！(2017年12月08日、デラべっぴんR)[53]
- 南梨央奈「おとなの時間ぷらすあるふぁー！」で久しぶりのニコ生＜麻雅庵のセクシーアイドル覗きアナ＞(2017年12月15日、東スポ 裏通りWEB)[54]